# Liste des monuments historiques protégés en 1987
Cet article recense les monuments historiques français classés ou inscrits en 1987.

## Protections
| Édifice                                                                                   | Commune                               | Département             | Région                     | Protection | Base Mérimée                         | Coordonnées                         | Image |
| ----------------------------------------------------------------------------------------- | ------------------------------------- | ----------------------- | -------------------------- | ---------- | ------------------------------------ | ----------------------------------- | ----- |
| Château de Pennesuyt                                                                      | Bourg-en-Bresse                       | Ain                     | Auvergne-Rhône-Alpes       | inscrit    | « PA00116319 », notice no PA00116319 | 46° 12′ 07″ nord, 5° 15′ 16″ est    |       |
| Château de Chanoz-Châtenay                                                                | Chanoz-Châtenay                       | Ain                     | Auvergne-Rhône-Alpes       | inscrit    | « PA00116362 », notice no PA00116362 | 46° 11′ 10″ nord, 5° 01′ 09″ est    |       |
| Château de Chazey-sur-Ain                                                                 | Chazey-sur-Ain                        | Ain                     | Auvergne-Rhône-Alpes       | inscrit    | « PA00116377 », notice no PA00116377 | 45° 53′ 44″ nord, 5° 15′ 12″ est    |       |
| Château de la Tour de Grilly                                                              | Grilly                                | Ain                     | Auvergne-Rhône-Alpes       | inscrit    | « PA00116408 », notice no PA00116408 | 46° 19′ 53″ nord, 6° 06′ 52″ est    |       |
| Manoir de la Charme                                                                       | Montrevel-en-Bresse                   | Ain                     | Auvergne-Rhône-Alpes       | inscrit    | « PA00116439 », notice no PA00116439 | 46° 19′ 34″ nord, 5° 07′ 39″ est    |       |
| Château de Saix                                                                           | Péronnas                              | Ain                     | Auvergne-Rhône-Alpes       | inscrit    | « PA00116448 », notice no PA00116448 | 46° 09′ 52″ nord, 5° 13′ 26″ est    |       |
| Église Saint-Hilaire                                                                      | Autreppes                             | Aisne                   | Hauts-de-France            | inscrit    | « PA00115514 », notice no PA00115514 | 49° 54′ 18″ nord, 3° 51′ 19″ est    |       |
| Maison de Saint-Just                                                                      | Blérancourt                           | Aisne                   | Hauts-de-France            | inscrit    | « PA00115539 », notice no PA00115539 | 49° 30′ 54″ nord, 3° 08′ 58″ est    |       |
| Église Saint-Martin de Cuiry-lès-Iviers                                                   | Cuiry-lès-Iviers                      | Aisne                   | Hauts-de-France            | inscrit    | « PA00115646 », notice no PA00115646 | 49° 45′ 40″ nord, 4° 06′ 34″ est    |       |
| Immeuble                                                                                  | La Fère                               | Aisne                   | Hauts-de-France            | inscrit    | « PA00115668 », notice no PA00115668 | 49° 39′ 39″ nord, 3° 22′ 03″ est    |       |
| Église Saint-Nicolas de Grandrieux                                                        | Grandrieux                            | Aisne                   | Hauts-de-France            | inscrit    | « PA00115690 », notice no PA00115690 | 49° 43′ 58″ nord, 4° 10′ 58″ est    |       |
| Église Saint-Martin                                                                       | Jeantes                               | Aisne                   | Hauts-de-France            | inscrit    | « PA00115702 », notice no PA00115702 | 49° 48′ 15″ nord, 4° 03′ 17″ est    |       |
| Presbytère de Liesse-Notre-Dame                                                           | Liesse-Notre-Dame                     | Aisne                   | Hauts-de-France            | classé     | « PA00115787 », notice no PA00115787 | 49° 36′ 35″ nord, 3° 48′ 15″ est    |       |
| Église Saint-Martin de Macquigny                                                          | Macquigny                             | Aisne                   | Hauts-de-France            | inscrit    | « PA00115798 », notice no PA00115798 | 49° 53′ 06″ nord, 3° 33′ 03″ est    |       |
| Église Notre-Dame de Plomion                                                              | Plomion                               | Aisne                   | Hauts-de-France            | inscrit    | « PA00115870 », notice no PA00115870 | 49° 48′ 27″ nord, 4° 01′ 10″ est    |       |
| Église Saint-Martin de Vigneux-Hocquet                                                    | Vigneux-Hocquet                       | Aisne                   | Hauts-de-France            | inscrit    | « PA00115981 », notice no PA00115981 | 49° 44′ 25″ nord, 3° 59′ 31″ est    |       |
| Établissement thermal                                                                     | Bourbon-l'Archambault                 | Allier                  | Auvergne-Rhône-Alpes       | inscrit    | « PA00093013 », notice no PA00093013 | 46° 35′ 06″ nord, 3° 03′ 21″ est    |       |
| Église Saint-Paul                                                                         | Montluçon                             | Allier                  | Auvergne-Rhône-Alpes       | classé     | « PA00093170 », notice no PA00093170 | 46° 20′ 48″ nord, 2° 35′ 52″ est    |       |
| Église Notre-Dame                                                                         | Montluçon                             | Allier                  | Auvergne-Rhône-Alpes       | classé     | « PA00093169 », notice no PA00093169 | 46° 20′ 27″ nord, 2° 36′ 18″ est    |       |
| Hôtel de Chavagnac                                                                        | Moulins                               | Allier                  | Auvergne-Rhône-Alpes       | inscrit    | « PA00093200 », notice no PA00093200 | 46° 34′ 10″ nord, 3° 19′ 48″ est    |       |
| Hôtel de ville                                                                            | Moulins                               | Allier                  | Auvergne-Rhône-Alpes       | inscrit    | « PA00093209 », notice no PA00093209 | 46° 33′ 58″ nord, 3° 20′ 00″ est    |       |
| Maison à pans de bois                                                                     | Paray-le-Frésil                       | Allier                  | Auvergne-Rhône-Alpes       | inscrit    | « PA00093252 », notice no PA00093252 | 46° 40′ 25″ nord, 3° 36′ 00″ est    |       |
| Maison Art nouveau                                                                        | Vichy                                 | Allier                  | Auvergne-Rhône-Alpes       | inscrit    | « PA00093346 », notice no PA00093346 | 46° 07′ 19″ nord, 3° 25′ 52″ est    |       |
| Villa Bleue                                                                               | Barcelonnette                         | Alpes-de-Haute-Provence | Provence-Alpes-Côte d'Azur | inscrit    | « PA00080354 », notice no PA00080354 | 44° 23′ 12″ nord, 6° 39′ 24″ est    |       |
| Pont de la reine Jeanne                                                                   | Entrepierres                          | Alpes-de-Haute-Provence | Provence-Alpes-Côte d'Azur | inscrit    | « PA00080384 », notice no PA00080384 | 44° 11′ 14″ nord, 6° 02′ 36″ est    |       |
| Pont romain                                                                               | Le Lauzet-Ubaye                       | Alpes-de-Haute-Provence | Provence-Alpes-Côte d'Azur | inscrit    | « PA00080410 », notice no PA00080410 | 44° 25′ 53″ nord, 6° 26′ 04″ est    |       |
| Couvent de la Présentation                                                                | Manosque                              | Alpes-de-Haute-Provence | Provence-Alpes-Côte d'Azur | classé     | « PA00080420 », notice no PA00080420 | 43° 49′ 53″ nord, 5° 46′ 58″ est    |       |
| Immeuble                                                                                  | Manosque                              | Alpes-de-Haute-Provence | Provence-Alpes-Côte d'Azur | inscrit    | « PA00080426 », notice no PA00080426 | 43° 49′ 55″ nord, 5° 47′ 01″ est    |       |
| Maison des missionnaires de la Croix                                                      | Sisteron                              | Alpes-de-Haute-Provence | Provence-Alpes-Côte d'Azur | inscrit    | « PA00080498 », notice no PA00080498 | 44° 11′ 44″ nord, 5° 56′ 41″ est    |       |
| Château de Volonne                                                                        | Volonne                               | Alpes-de-Haute-Provence | Provence-Alpes-Côte d'Azur | inscrit    | « PA00080509 », notice no PA00080509 | 44° 06′ 41″ nord, 6° 00′ 50″ est    |       |
| Église Saint-Marc                                                                         | Breil-sur-Roya                        | Alpes-Maritimes         | Provence-Alpes-Côte d'Azur | inscrit    | « PA00080675 », notice no PA00080675 | 43° 54′ 11″ nord, 7° 30′ 56″ est    |       |
| Pont du Coq                                                                               | La Brigue                             | Alpes-Maritimes         | Provence-Alpes-Côte d'Azur | inscrit    | « PA00080685 », notice no PA00080685 | 44° 03′ 52″ nord, 7° 37′ 49″ est    |       |
| Villa Noailles                                                                            | Grasse                                | Alpes-Maritimes         | Provence-Alpes-Côte d'Azur | inscrit    | « PA00080742 », notice no PA00080742 | 43° 39′ 30″ nord, 6° 54′ 30″ est    |       |
| Chapelle Sainte-Croix                                                                     | Nice                                  | Alpes-Maritimes         | Provence-Alpes-Côte d'Azur | classé     | « PA00080782 », notice no PA00080782 | 43° 41′ 52″ nord, 7° 16′ 40″ est    |       |
| Cathédrale orthodoxe russe Saint-Nicolas et chapelle du tsarévitch Nicolas Alexandrovitch | Nice                                  | Alpes-Maritimes         | Provence-Alpes-Côte d'Azur | classé     | « PA00080780 », notice no PA00080780 | 43° 42′ 14″ nord, 7° 15′ 14″ est    |       |
| Villa Beau Site                                                                           | Nice                                  | Alpes-Maritimes         | Provence-Alpes-Côte d'Azur | classé     | « PA00080810 », notice no PA00080810 | 43° 41′ 23″ nord, 7° 17′ 45″ est    |       |
| Église Saint-Laurent                                                                      | Roure                                 | Alpes-Maritimes         | Provence-Alpes-Côte d'Azur | inscrit    | « PA00080829 », notice no PA00080829 | 44° 05′ 22″ nord, 7° 05′ 16″ est    |       |
| Bastide d'Arbouin                                                                         | Saint-Vallier-de-Thiey                | Alpes-Maritimes         | Provence-Alpes-Côte d'Azur | inscrit    | « PA00080850 », notice no PA00080850 | 43° 41′ 26″ nord, 6° 52′ 47″ est    |       |
| Gravures rupestres de la vallée des Merveilles                                            | Tende                                 | Alpes-Maritimes         | Provence-Alpes-Côte d'Azur | inscrit    | « PA00080881 », notice no PA00080881 | 44° 04′ 34″ nord, 7° 26′ 18″ est    |       |
| Ferme La Petite Grangeasse                                                                | Sagnes-et-Goudoulet                   | Ardèche                 | Auvergne-Rhône-Alpes       | inscrit    | « PA00116768 », notice no PA00116768 | 44° 48′ 04″ nord, 4° 12′ 04″ est    |       |
| Ferme La Grangeasse                                                                       | Sagnes-et-Goudoulet                   | Ardèche                 | Auvergne-Rhône-Alpes       | inscrit    | « PA00116767 », notice no PA00116767 | 44° 48′ 03″ nord, 4° 12′ 22″ est    |       |
| Église Saint-Saturnin de Saint-Sernin                                                     | Saint-Sernin                          | Ardèche                 | Auvergne-Rhône-Alpes       | inscrit    | « PA00116804 », notice no PA00116804 | 44° 34′ 18″ nord, 4° 23′ 32″ est    |       |
| Château d'Harzillemont                                                                    | Hagnicourt                            | Ardennes                | Grand Est                  | inscrit    | « PA00078448 », notice no PA00078448 | 49° 36′ 39″ nord, 4° 35′ 14″ est    |       |
| Église Saint-Jean-Baptiste d'Hierges                                                      | Hierges                               | Ardennes                | Grand Est                  | inscrit    | « PA00078453 », notice no PA00078453 | 50° 06′ 21″ nord, 4° 44′ 30″ est    |       |
| Église Sainte-Geneviève de Mouzon                                                         | Mouzon                                | Ardennes                | Grand Est                  | inscrit    | « PA00078472 », notice no PA00078472 | 49° 36′ 04″ nord, 5° 03′ 54″ est    |       |
| Donjon de Day                                                                             | Neuville-Day                          | Ardennes                | Grand Est                  | inscrit    | « PA00078477 », notice no PA00078477 | 49° 30′ 17″ nord, 4° 40′ 47″ est    |       |
| Église Saint-Sernin de Daumazan-sur-Arize                                                 | Daumazan-sur-Arize                    | Ariège                  | Occitanie                  | inscrit    | « PA00093787 », notice no PA00093787 | 43° 08′ 40″ nord, 1° 18′ 27″ est    |       |
| Château de Miglos                                                                         | Miglos                                | Ariège                  | Occitanie                  | classé     | « PA00093824 », notice no PA00093824 | 42° 47′ 48″ nord, 1° 35′ 26″ est    |       |
| Château de Montégut-en-Couserans                                                          | Montégut-en-Couserans                 | Ariège                  | Occitanie                  | inscrit    | « PA00093885 », notice no PA00093885 | 42° 58′ 52″ nord, 1° 05′ 52″ est    |       |
| Église Saint-Ybars de Saint-Ybars                                                         | Saint-Ybars                           | Ariège                  | Occitanie                  | classé     | « PA00093916 », notice no PA00093916 | 43° 14′ 17″ nord, 1° 23′ 09″ est    |       |
| Rendez-vous de chasse des Comtes de Foix                                                  | Siguer                                | Ariège                  | Occitanie                  | classé     | « PA00093920 », notice no PA00093920 | 42° 45′ 55″ nord, 1° 33′ 55″ est    |       |
| Église Saint-Étienne                                                                      | Arrembécourt                          | Aube                    | Grand Est                  | inscrit    | « PA00078019 », notice no PA00078019 | 48° 32′ 33″ nord, 4° 35′ 51″ est    |       |
| Église Saint-Pierre-ès-Liens                                                              | Chapelle-Vallon                       | Aube                    | Grand Est                  | classé     | « PA00078074 », notice no PA00078074 | 48° 26′ 08″ nord, 4° 02′ 24″ est    |       |
| Église Saint-Victor                                                                       | Chervey                               | Aube                    | Grand Est                  | classé     | « PA00078083 », notice no PA00078083 | 48° 07′ 28″ nord, 4° 29′ 31″ est    |       |
| Croix de cimetière                                                                        | Colombé-la-Fosse                      | Aube                    | Grand Est                  | inscrit    | « PA00078087 », notice no PA00078087 | 48° 15′ 51″ nord, 4° 47′ 25″ est    |       |
| Église Saint-Louvent                                                                      | Colombé-la-Fosse                      | Aube                    | Grand Est                  | inscrit    | « PA00078088 », notice no PA00078088 | 48° 15′ 52″ nord, 4° 47′ 26″ est    |       |
| Église Saint-Amand                                                                        | Donnement                             | Aube                    | Grand Est                  | inscrit    | « PA00078100 », notice no PA00078100 | 48° 30′ 45″ nord, 4° 26′ 12″ est    |       |
| Château                                                                                   | Droupt-Saint-Basle                    | Aube                    | Grand Est                  | inscrit    | « PA00078101 », notice no PA00078101 | 48° 28′ 49″ nord, 3° 56′ 09″ est    |       |
| Église Saint-Pierre                                                                       | Longpré-le-Sec                        | Aube                    | Grand Est                  | inscrit    | « PA00078139 », notice no PA00078139 | 48° 11′ 13″ nord, 4° 31′ 26″ est    |       |
| Église Saint-Parres                                                                       | Onjon                                 | Aube                    | Grand Est                  | inscrit    | « PA00078174 », notice no PA00078174 | 48° 23′ 42″ nord, 4° 16′ 49″ est    |       |
| Chapelle de l'Assomption                                                                  | Piney                                 | Aube                    | Grand Est                  | classé     | « PA00078179 », notice no PA00078179 | 48° 22′ 28″ nord, 4° 21′ 22″ est    |       |
| Église Saint-Léger                                                                        | Saint-Léger-sous-Margerie             | Aube                    | Grand Est                  | inscrit    | « PA00078221 », notice no PA00078221 | 48° 31′ 51″ nord, 4° 29′ 19″ est    |       |
| Abbaye Saint-Martin-ès-Aires                                                              | Troyes                                | Aube                    | Grand Est                  | inscrit    | « PA00078249 », notice no PA00078249 | 48° 18′ 08″ nord, 4° 05′ 06″ est    |       |
| Château                                                                                   | Villemorien                           | Aube                    | Grand Est                  | inscrit    | « PA00078306 », notice no PA00078306 | 48° 05′ 06″ nord, 4° 17′ 41″ est    |       |
| Église Saint-Julien-et-Sainte-Basilisse                                                   | Brenac                                | Aude                    | Occitanie                  | inscrit    | « PA00102575 », notice no PA00102575 | 42° 53′ 29″ nord, 2° 09′ 13″ est    |       |
| Château de Pomas                                                                          | Pomas                                 | Aude                    | Occitanie                  | inscrit    | « PA00102863 », notice no PA00102863 | 43° 06′ 40″ nord, 2° 17′ 29″ est    |       |
| Église Sainte-Fauste                                                                      | Bozouls                               | Aveyron                 | Occitanie                  | inscrit    | « PA00093971 », notice no PA00093971 | 44° 26′ 28″ nord, 2° 42′ 41″ est    |       |
| Château de Montaigut                                                                      | Gissac                                | Aveyron                 | Occitanie                  | inscrit    | « PA00094035 », notice no PA00094035 | 43° 53′ 09″ nord, 2° 52′ 48″ est    |       |
| Pont Saint-Blaise                                                                         | Najac                                 | Aveyron                 | Occitanie                  | classé     | « PA00094085 », notice no PA00094085 | 44° 12′ 58″ nord, 1° 57′ 41″ est    |       |
| Église du Poujol de Camboulas                                                             | Pont-de-Salars                        | Aveyron                 | Occitanie                  | inscrit    | « PA00094102 », notice no PA00094102 | 44° 16′ 30″ nord, 2° 40′ 42″ est    |       |
| Pharmacie de la cour princière                                                            | Bischwiller                           | Bas-Rhin                | Grand Est                  | inscrit    | « PA00084624 », notice no PA00084624 | 48° 46′ 06″ nord, 7° 51′ 42″ est    |       |
| Chapelle Saint-Georges (halle aux blés)                                                   | Bouxwiller                            | Bas-Rhin                | Grand Est                  | inscrit    | « PA00084643 », notice no PA00084643 | 48° 49′ 30″ nord, 7° 29′ 00″ est    |       |
| Château                                                                                   | Drulingen                             | Bas-Rhin                | Grand Est                  | inscrit    | « PA00084698 », notice no PA00084698 | 48° 51′ 58″ nord, 7° 11′ 21″ est    |       |
| Maison juive                                                                              | Hœnheim                               | Bas-Rhin                | Grand Est                  | inscrit    | « PA00084748 », notice no PA00084748 | 48° 37′ 14″ nord, 7° 45′ 18″ est    |       |
| Chapelle Sainte-Barbe                                                                     | Kuttolsheim                           | Bas-Rhin                | Grand Est                  | inscrit    | « PA00084765 », notice no PA00084765 | 48° 38′ 42″ nord, 7° 31′ 15″ est    |       |
| Abbatiale Saint-Pierre-et-Saint-Paul                                                      | Neuwiller-lès-Saverne                 | Bas-Rhin                | Grand Est                  | inscrit    | « PA00084820 », notice no PA00084820 | 48° 49′ 25″ nord, 7° 24′ 19″ est    |       |
| Église Saint-Maurice                                                                      | Orschwiller                           | Bas-Rhin                | Grand Est                  | classé     | « PA00084876 », notice no PA00084876 | 48° 14′ 27″ nord, 7° 22′ 45″ est    |       |
| Haras national                                                                            | Strasbourg                            | Bas-Rhin                | Grand Est                  | classé     | « PA00085042 », notice no PA00085042 | 48° 34′ 37″ nord, 7° 44′ 36″ est    |       |
| Hôtel                                                                                     | Strasbourg                            | Bas-Rhin                | Grand Est                  | inscrit    | « PA00085047 », notice no PA00085047 | 48° 34′ 51″ nord, 7° 44′ 51″ est    |       |
| Synagogue                                                                                 | Struth                                | Bas-Rhin                | Grand Est                  | inscrit    | « PA00085198 », notice no PA00085198 | 48° 53′ 32″ nord, 7° 15′ 17″ est    |       |
| Hôtel du prêteur royal Von Neubeck                                                        | Wissembourg                           | Bas-Rhin                | Grand Est                  | inscrit    | « PA00085250 », notice no PA00085250 | 49° 02′ 17″ nord, 7° 56′ 41″ est    |       |
| Chapelle Notre-Dame-de-Consolation                                                        | Aix-en-Provence                       | Bouches-du-Rhône        | Provence-Alpes-Côte d'Azur | inscrit    | « PA00080983 », notice no PA00080983 | 43° 32′ 06″ nord, 5° 26′ 43″ est    |       |
| Hôtel du Poët                                                                             | Aix-en-Provence                       | Bouches-du-Rhône        | Provence-Alpes-Côte d'Azur | inscrit    | « PA00081047 », notice no PA00081047 | 43° 31′ 38″ nord, 5° 27′ 06″ est    |       |
| Hôtel Guiran de la Brillanne                                                              | Aix-en-Provence                       | Bouches-du-Rhône        | Provence-Alpes-Côte d'Azur | inscrit    | « PA00081035 », notice no PA00081035 | 43° 31′ 48″ nord, 5° 27′ 03″ est    |       |
| Hôtel de Joursenvault                                                                     | Aix-en-Provence                       | Bouches-du-Rhône        | Provence-Alpes-Côte d'Azur | inscrit    | « PA00081037 », notice no PA00081037 | 43° 31′ 32″ nord, 5° 27′ 07″ est    |       |
| Hôtel Raousset-Boulbon                                                                    | Aix-en-Provence                       | Bouches-du-Rhône        | Provence-Alpes-Côte d'Azur | inscrit    | « PA00081048 », notice no PA00081048 | 43° 31′ 35″ nord, 5° 26′ 51″ est    |       |
| Hôtel d'Oraison                                                                           | Aix-en-Provence                       | Bouches-du-Rhône        | Provence-Alpes-Côte d'Azur | inscrit    | « PA00081044 », notice no PA00081044 | 43° 31′ 53″ nord, 5° 26′ 55″ est    |       |
| Bastide la Torse                                                                          | Aix-en-Provence                       | Bouches-du-Rhône        | Provence-Alpes-Côte d'Azur | inscrit    | « PA00080978 », notice no PA00080978 | 43° 31′ 22″ nord, 5° 27′ 57″ est    |       |
| Hôtel de l'Œuvre du Bouillon                                                              | Arles                                 | Bouches-du-Rhône        | Provence-Alpes-Côte d'Azur | inscrit    | « PA00081158 », notice no PA00081158 | 43° 40′ 39″ nord, 4° 37′ 26″ est    |       |
| Immeuble                                                                                  | Arles                                 | Bouches-du-Rhône        | Provence-Alpes-Côte d'Azur | inscrit    | « PA00081162 », notice no PA00081162 | 43° 40′ 44″ nord, 4° 37′ 52″ est    |       |
| Verrerie de Trinquetaille                                                                 | Arles                                 | Bouches-du-Rhône        | Provence-Alpes-Côte d'Azur | classé     | « PA00081194 », notice no PA00081194 | 43° 40′ 55″ nord, 4° 37′ 15″ est    |       |
| Hôtel Laurens de Beaujeu                                                                  | Arles                                 | Bouches-du-Rhône        | Provence-Alpes-Côte d'Azur | inscrit    | « PA00081149 », notice no PA00081149 | 43° 40′ 36″ nord, 4° 37′ 33″ est    |       |
| Château de l'Armellière                                                                   | Arles                                 | Bouches-du-Rhône        | Provence-Alpes-Côte d'Azur | inscrit    | « PA00081131 », notice no PA00081131 | 43° 34′ 10″ nord, 4° 40′ 44″ est    |       |
| Hôtel Icard-Duquesne                                                                      | Arles                                 | Bouches-du-Rhône        | Provence-Alpes-Côte d'Azur | inscrit    | « PA00081147 », notice no PA00081147 | 43° 40′ 37″ nord, 4° 37′ 32″ est    |       |
| Hôtel Perrin de Jonquières                                                                | Arles                                 | Bouches-du-Rhône        | Provence-Alpes-Côte d'Azur | inscrit    | « PA00081153 », notice no PA00081153 | 43° 40′ 37″ nord, 4° 37′ 30″ est    |       |
| Immeuble                                                                                  | Arles                                 | Bouches-du-Rhône        | Provence-Alpes-Côte d'Azur | inscrit    | « PA00081163 », notice no PA00081163 | 43° 40′ 48″ nord, 4° 37′ 52″ est    |       |
| Chapelle Saint-André-de-Julhans                                                           | Roquefort-la-Bédoule                  | Bouches-du-Rhône        | Provence-Alpes-Côte d'Azur | inscrit    | « PA00081419 », notice no PA00081419 | 43° 15′ 08″ nord, 5° 38′ 34″ est    |       |
| Villa de Tartarin                                                                         | Tarascon                              | Bouches-du-Rhône        | Provence-Alpes-Côte d'Azur | inscrit    | « PA00081478 », notice no PA00081478 | 43° 48′ 32″ nord, 4° 39′ 49″ est    |       |
| Château de Bénouville                                                                     | Bénouville                            | Calvados                | Normandie                  | classé     | « PA00111079 », notice no PA00111079 | 49° 14′ 11″ nord, 0° 16′ 52″ ouest  |       |
| Café Gondrée                                                                              | Bénouville                            | Calvados                | Normandie                  | inscrit    | « PA00111078 », notice no PA00111078 | 49° 14′ 34″ nord, 0° 16′ 17″ ouest  |       |
| Manoir du Mesnil-Besnard                                                                  | Falaise                               | Calvados                | Normandie                  | inscrit    | « PA00111326 », notice no PA00111326 | 48° 54′ 08″ nord, 0° 12′ 37″ ouest  |       |
| Jardin archéologique de l'hôpital                                                         | Lisieux                               | Calvados                | Normandie                  | inscrit    | « PA00111496 », notice no PA00111496 | 49° 08′ 46″ nord, 0° 13′ 48″ est    |       |
| Hôtel de Croisy                                                                           | Orbec                                 | Calvados                | Normandie                  | inscrit    | « PA00111582 », notice no PA00111582 | 49° 01′ 11″ nord, 0° 24′ 29″ est    |       |
| Villa Montebello                                                                          | Trouville-sur-Mer                     | Calvados                | Normandie                  | inscrit    | « PA00111769 », notice no PA00111769 | 49° 22′ 17″ nord, 0° 05′ 03″ est    |       |
| Portail du cimetière (portail de l'ancien hôtel de ville)                                 | Vire                                  | Calvados                | Normandie                  | inscrit    | « PA00111814 », notice no PA00111814 | 48° 50′ 34″ nord, 0° 53′ 38″ ouest  |       |
| Fontaine                                                                                  | Albepierre-Bredons                    | Cantal                  | Auvergne-Rhône-Alpes       | inscrit    | « PA00093427 », notice no PA00093427 | 45° 06′ 02″ nord, 2° 52′ 12″ est    |       |
| Église Saint-Ferréol                                                                      | Ally                                  | Cantal                  | Auvergne-Rhône-Alpes       | inscrit    | « PA00093435 », notice no PA00093435 | 45° 10′ 26″ nord, 2° 18′ 49″ est    |       |
| Château d'Entraygues                                                                      | Boisset                               | Cantal                  | Auvergne-Rhône-Alpes       | inscrit    | « PA00093475 », notice no PA00093475 | 44° 45′ 15″ nord, 2° 15′ 05″ est    |       |
| Église Saint-Avit                                                                         | Carlat                                | Cantal                  | Auvergne-Rhône-Alpes       | classé     | « PA00093479 », notice no PA00093479 | 44° 53′ 18″ nord, 2° 33′ 49″ est    |       |
| Château de La Grillère                                                                    | Glénat                                | Cantal                  | Auvergne-Rhône-Alpes       | inscrit    | « PA00093517 », notice no PA00093517 | 44° 54′ 07″ nord, 2° 10′ 45″ est    |       |
| Ferme Allègre                                                                             | Val d'Arcomie                         | Cantal                  | Auvergne-Rhône-Alpes       | inscrit    | « PA00093538 », notice no PA00093538 | 44° 56′ 05″ nord, 3° 12′ 40″ est    |       |
| Château de Sedaiges                                                                       | Marmanhac                             | Cantal                  | Auvergne-Rhône-Alpes       | inscrit    | « PA00093540 », notice no PA00093540 | 45° 00′ 06″ nord, 2° 29′ 00″ est    |       |
| Monastère Saint-Pierre                                                                    | Mauriac                               | Cantal                  | Auvergne-Rhône-Alpes       | classé     | « PA00093545 », notice no PA00093545 | 45° 13′ 03″ nord, 2° 19′ 55″ est    |       |
| Château de Vigouroux                                                                      | Saint-Martin-sous-Vigouroux           | Cantal                  | Auvergne-Rhône-Alpes       | inscrit    | « PA00093647 », notice no PA00093647 | 44° 55′ 23″ nord, 2° 48′ 15″ est    |       |
| Château de Veyrières                                                                      | Sansac-de-Marmiesse                   | Cantal                  | Auvergne-Rhône-Alpes       | inscrit    | « PA00093686 », notice no PA00093686 | 44° 52′ 54″ nord, 2° 20′ 43″ est    |       |
| Église Saint-Jean-Baptiste                                                                | Vernols                               | Cantal                  | Auvergne-Rhône-Alpes       | inscrit    | « PA00093712 », notice no PA00093712 | 45° 13′ 35″ nord, 2° 53′ 23″ est    |       |
| Église Saint-Caprais                                                                      | Vèze                                  | Cantal                  | Auvergne-Rhône-Alpes       | inscrit    | « PA00093713 », notice no PA00093713 | 45° 15′ 58″ nord, 2° 59′ 37″ est    |       |
| Maison de Chaylus                                                                         | Virargues                             | Cantal                  | Auvergne-Rhône-Alpes       | inscrit    | « PA00093722 », notice no PA00093722 | 45° 07′ 52″ nord, 2° 53′ 03″ est    |       |
| Chocolaterie                                                                              | Angoulême                             | Charente                | Nouvelle-Aquitaine         | inscrit    | « PA00104204 », notice no PA00104204 | 45° 38′ 54″ nord, 0° 09′ 25″ est    |       |
| Logis de Puygâty                                                                          | Chadurie                              | Charente                | Nouvelle-Aquitaine         | inscrit    | « PA00104271 », notice no PA00104271 | 45° 31′ 27″ nord, 0° 08′ 46″ est    |       |
| Cassinomagus                                                                              | Chassenon                             | Charente                | Nouvelle-Aquitaine         | classé     | « PA00104286 », notice no PA00104286 | 45° 50′ 55″ nord, 0° 46′ 14″ est    |       |
| Château de Chenon                                                                         | Chenon                                | Charente                | Nouvelle-Aquitaine         | inscrit    | « PA00104293 », notice no PA00104293 | 45° 56′ 58″ nord, 0° 14′ 46″ est    |       |
| Logis de Boussac                                                                          | Cherves-Richemont                     | Charente                | Nouvelle-Aquitaine         | inscrit    | « PA00104300 », notice no PA00104300 | 45° 43′ 39″ nord, 0° 21′ 17″ ouest  |       |
| Prieuré de Rauzet                                                                         | Combiers                              | Charente                | Nouvelle-Aquitaine         | inscrit    | « PA00104324 », notice no PA00104324 | 45° 30′ 41″ nord, 0° 23′ 39″ est    |       |
| Prieuré d'Étricor                                                                         | Étagnac                               | Charente                | Nouvelle-Aquitaine         | inscrit    | « PA00104365 », notice no PA00104365 | 45° 52′ 09″ nord, 0° 47′ 50″ est    |       |
| Abbaye de la Frenade                                                                      | Merpins                               | Charente                | Nouvelle-Aquitaine         | classé     | « PA00104420 », notice no PA00104420 | 45° 34′ 37″ nord, 0° 22′ 24″ ouest  |       |
| Église Saint-Genis d'Embourie                                                             | Paizay-Naudouin-Embourie              | Charente                | Nouvelle-Aquitaine         | inscrit    | « PA00104450 », notice no PA00104450 | 46° 02′ 24″ nord, 0° 02′ 25″ est    |       |
| Église Saint-Hippolyte de Plaizac                                                         | Plaizac                               | Charente                | Nouvelle-Aquitaine         | inscrit    | « PA00104456 », notice no PA00104456 | 45° 45′ 18″ nord, 0° 07′ 26″ ouest  |       |
| Église Saint-Martin de Poullignac                                                         | Poullignac                            | Charente                | Nouvelle-Aquitaine         | classé     | « PA00104458 », notice no PA00104458 | 45° 23′ 58″ nord, 0° 01′ 14″ ouest  |       |
| Église Saint-Nicolas de Peudry                                                            | Saint-Martial                         | Charente                | Nouvelle-Aquitaine         | classé     | « PA00104505 », notice no PA00104505 | 45° 22′ 18″ nord, 0° 03′ 26″ est    |       |
| Donjon de Fouras                                                                          | Fouras                                | Charente-Maritime       | Nouvelle-Aquitaine         | classé     | « PA00104693 », notice no PA00104693 | 45° 59′ 09″ nord, 1° 05′ 51″ ouest  |       |
| Église Saint-Étienne de Mortagne-sur-Gironde                                              | Mortagne-sur-Gironde                  | Charente-Maritime       | Nouvelle-Aquitaine         | inscrit    | « PA00104818 », notice no PA00104818 | 45° 29′ 03″ nord, 0° 47′ 03″ ouest  |       |
| Ermitage monolithe de Mortagne-sur-Gironde                                                | Mortagne-sur-Gironde                  | Charente-Maritime       | Nouvelle-Aquitaine         | classé     | « PA00104819 », notice no PA00104819 | 45° 28′ 25″ nord, 0° 47′ 06″ ouest  |       |
| Prieuré de Pont-l'Abbé-d'Arnoult                                                          | Pont-l'Abbé-d'Arnoult                 | Charente-Maritime       | Nouvelle-Aquitaine         | inscrit    | « PA00104851 », notice no PA00104851 | 45° 49′ 41″ nord, 0° 52′ 31″ ouest  |       |
| Église Saint-Louis de Rochefort                                                           | Rochefort                             | Charente-Maritime       | Nouvelle-Aquitaine         | inscrit    | « PA00104864 », notice no PA00104864 | 45° 56′ 15″ nord, 0° 57′ 44″ ouest  |       |
| Château de Beaulon                                                                        | Saint-Dizant-du-Gua                   | Charente-Maritime       | Nouvelle-Aquitaine         | inscrit    | « PA00105170 », notice no PA00105170 | 45° 26′ 03″ nord, 0° 42′ 17″ ouest  |       |
| Couvent des Jacobins et maison de Maurice Martineau                                       | Saintes                               | Charente-Maritime       | Nouvelle-Aquitaine         | inscrit    | « PA00105257 », notice no PA00105257 | 45° 44′ 45″ nord, 0° 38′ 03″ ouest  |       |
| Château de la Garde                                                                       | Salignac-sur-Charente                 | Charente-Maritime       | Nouvelle-Aquitaine         | inscrit    | « PA00105267 », notice no PA00105267 | 45° 40′ 11″ nord, 0° 25′ 13″ ouest  |       |
| Église Notre-Dame d'Achères                                                               | Achères                               | Cher                    | Centre-Val de Loire        | inscrit    | « PA00096625 », notice no PA00096625 | 47° 16′ 45″ nord, 2° 26′ 59″ est    |       |
| Château des Quatre-Vents                                                                  | Bourges                               | Cher                    | Centre-Val de Loire        | inscrit    | « PA00096662 », notice no PA00096662 | 47° 07′ 15″ nord, 2° 26′ 53″ est    |       |
| Halles Saint-Bonnet                                                                       | Bourges                               | Cher                    | Centre-Val de Loire        | inscrit    | « PA00096680 », notice no PA00096680 | 47° 05′ 14″ nord, 2° 23′ 53″ est    |       |
| Château de la Salle                                                                       | Colombiers                            | Cher                    | Centre-Val de Loire        | inscrit    | « PA00096775 », notice no PA00096775 | 46° 42′ 03″ nord, 2° 32′ 12″ est    |       |
| Château du Moulin au Riche                                                                | Concressault                          | Cher                    | Centre-Val de Loire        | inscrit    | « PA00096777 », notice no PA00096777 | 47° 29′ 56″ nord, 2° 34′ 25″ est    |       |
| Château de Cornançay                                                                      | Épineuil-le-Fleuriel                  | Cher                    | Centre-Val de Loire        | inscrit    | « PA00096794 », notice no PA00096794 | 46° 33′ 30″ nord, 2° 32′ 20″ est    |       |
| Motte castrale d'Épineuil-le-Fleuriel                                                     | Épineuil-le-Fleuriel                  | Cher                    | Centre-Val de Loire        | inscrit    | « PA00096797 », notice no PA00096797 | 46° 33′ 26″ nord, 2° 34′ 48″ est    |       |
| Maison forte de Chaudenay                                                                 | Faverdines                            | Cher                    | Centre-Val de Loire        | inscrit    | « PA00096799 », notice no PA00096799 | 46° 39′ 08″ nord, 2° 29′ 06″ est    |       |
| Locature de la Gravière                                                                   | Le Noyer                              | Cher                    | Centre-Val de Loire        | inscrit    | « PA00096860 », notice no PA00096860 | 47° 21′ 19″ nord, 2° 41′ 00″ est    |       |
| Château de la Verrerie                                                                    | Oizon                                 | Cher                    | Centre-Val de Loire        | classé     | « PA00096862 », notice no PA00096862 | 47° 25′ 23″ nord, 2° 31′ 20″ est    |       |
| Couvent des Capucins de Saint-Amand-Montrond                                              | Saint-Amand-Montrond                  | Cher                    | Centre-Val de Loire        | inscrit    | « PA00096874 », notice no PA00096874 | 46° 43′ 32″ nord, 2° 29′ 44″ est    |       |
| Église Saint-Baudel de Saint-Bouize                                                       | Saint-Bouize                          | Cher                    | Centre-Val de Loire        | inscrit    | « PA00096882 », notice no PA00096882 | 47° 17′ 06″ nord, 2° 53′ 09″ est    |       |
| Château de la Forêt-Grailly                                                               | Saint-Christophe-le-Chaudry           | Cher                    | Centre-Val de Loire        | inscrit    | « PA00096883 », notice no PA00096883 | 46° 34′ 43″ nord, 2° 22′ 08″ est    |       |
| Halle                                                                                     | Collonges-la-Rouge                    | Corrèze                 | Nouvelle-Aquitaine         | inscrit    | « PA00099724 », notice no PA00099724 | 45° 03′ 37″ nord, 1° 39′ 15″ est    |       |
| Château de Cosnac                                                                         | Cosnac                                | Corrèze                 | Nouvelle-Aquitaine         | inscrit    | « PA00099751 », notice no PA00099751 | 45° 08′ 12″ nord, 1° 35′ 01″ est    |       |
| Château de Lanteuil                                                                       | Lanteuil                              | Corrèze                 | Nouvelle-Aquitaine         | inscrit    | « PA00099787 », notice no PA00099787 | 45° 07′ 44″ nord, 1° 39′ 34″ est    |       |
| Halle de Meymac                                                                           | Meymac                                | Corrèze                 | Nouvelle-Aquitaine         | inscrit    | « PA00099805 », notice no PA00099805 | 45° 32′ 08″ nord, 2° 08′ 53″ est    |       |
| Château du Bazaneix                                                                       | Saint-Fréjoux                         | Corrèze                 | Nouvelle-Aquitaine         | inscrit    | « PA00099857 », notice no PA00099857 | 45° 33′ 32″ nord, 2° 22′ 47″ est    |       |
| Maison-forte de Montamar                                                                  | Saint-Yrieix-le-Déjalat               | Corrèze                 | Nouvelle-Aquitaine         | inscrit    | « PA00099883 », notice no PA00099883 | 45° 29′ 19″ nord, 1° 58′ 00″ est    |       |
| Église Notre-Dame-de-l'Assomption de Sainte-Marie-Lapanouze                               | Sainte-Marie-Lapanouze                | Corrèze                 | Nouvelle-Aquitaine         | inscrit    | « PA00099865 », notice no PA00099865 | 45° 25′ 50″ nord, 2° 20′ 26″ est    |       |
| Église Saint-Pierre de Timme                                                              | Tulle                                 | Corrèze                 | Nouvelle-Aquitaine         | classé     | « PA00099917 », notice no PA00099917 | 45° 16′ 13″ nord, 1° 46′ 26″ est    |       |
| Chapelle de l'Hôpital de Tulle                                                            | Tulle                                 | Corrèze                 | Nouvelle-Aquitaine         | inscrit    | « PA00099913 », notice no PA00099913 | 45° 16′ 11″ nord, 1° 46′ 15″ est    |       |
| Collégiale Notre-Dame-et-Saint-Pantaléon de Turenne                                       | Turenne                               | Corrèze                 | Nouvelle-Aquitaine         | classé     | « PA00099932 », notice no PA00099932 | 45° 03′ 14″ nord, 1° 35′ 03″ est    |       |
| Château de Linoire                                                                        | Turenne                               | Corrèze                 | Nouvelle-Aquitaine         | inscrit    | « PA00099931 », notice no PA00099931 | 45° 02′ 36″ nord, 1° 35′ 08″ est    |       |
| Château Bécharie                                                                          | Uzerche                               | Corrèze                 | Nouvelle-Aquitaine         | classé     | « PA00099945 », notice no PA00099945 | 45° 25′ 24″ nord, 1° 33′ 46″ est    |       |
| Site archéologique de Castiglione                                                         | Grosseto-Prugna                       | Corse-du-Sud            | Corse                      | inscrit    | « PA00099096 », notice no PA00099096 | 41° 53′ 14″ nord, 8° 49′ 18″ est    |       |
| Moulin de Guardienna                                                                      | Porto-Vecchio                         | Corse-du-Sud            | Corse                      | inscrit    | « PA00099103 », notice no PA00099103 | 41° 34′ 45″ nord, 9° 14′ 53″ est    |       |
| Maison Giacomoni                                                                          | Sainte-Lucie-de-Tallano               | Corse-du-Sud            | Corse                      | inscrit    | « PA00099107 », notice no PA00099107 | 41° 41′ 50″ nord, 9° 03′ 46″ est    |       |
| Église Saint-Léonard                                                                      | Bierre-lès-Semur                      | Côte-d'Or               | Bourgogne-Franche-Comté    | inscrit    | « PA00112140 », notice no PA00112140 | 47° 25′ 13″ nord, 4° 18′ 02″ est    |       |
| Maison                                                                                    | Châtillon-sur-Seine                   | Côte-d'Or               | Bourgogne-Franche-Comté    | inscrit    | « PA00112200 », notice no PA00112200 | 47° 51′ 23″ nord, 4° 34′ 21″ est    |       |
| Église Sainte-Croix                                                                       | Molesme                               | Côte-d'Or               | Bourgogne-Franche-Comté    | inscrit    | « PA00112546 », notice no PA00112546 | 47° 56′ 02″ nord, 4° 21′ 31″ est    |       |
| Prieuré de Glanot                                                                         | Mont-Saint-Jean                       | Côte-d'Or               | Bourgogne-Franche-Comté    | classé     | « PA00112563 », notice no PA00112563 | 47° 17′ 45″ nord, 4° 24′ 30″ est    |       |
| Château de Nan-sous-Thil                                                                  | Nan-sous-Thil                         | Côte-d'Or               | Bourgogne-Franche-Comté    | inscrit    | « PA00112567 », notice no PA00112567 | 47° 13′ 19″ nord, 4° 12′ 56″ est    |       |
| Château de Ternant                                                                        | Ternant                               | Côte-d'Or               | Bourgogne-Franche-Comté    | inscrit    | « PA00112690 », notice no PA00112690 | 47° 12′ 02″ nord, 4° 51′ 17″ est    |       |
| Manoir de la Ville Blanche                                                                | Canihuel                              | Côtes-d'Armor           | Bretagne                   | inscrit    | « PA00089051 », notice no PA00089051 | 48° 19′ 14″ nord, 3° 05′ 24″ ouest  |       |
| Couvent des Dominicaines                                                                  | Dinan                                 | Côtes-d'Armor           | Bretagne                   | inscrit    | « PA00089074 », notice no PA00089074 | 48° 27′ 11″ nord, 2° 02′ 25″ ouest  |       |
| Couvent des Ursulines                                                                     | Dinan                                 | Côtes-d'Armor           | Bretagne                   | inscrit    | « PA00089075 », notice no PA00089075 | 48° 27′ 19″ nord, 2° 02′ 50″ ouest  |       |
| Ferme de Kerblouz                                                                         | Glomel                                | Côtes-d'Armor           | Bretagne                   | inscrit    | « PA00089161 », notice no PA00089161 | 48° 12′ 16″ nord, 3° 21′ 53″ ouest  |       |
| Ferme du Tertre                                                                           | Plouasne                              | Côtes-d'Armor           | Bretagne                   | inscrit    | « PA00089459 », notice no PA00089459 | 48° 19′ 27″ nord, 2° 01′ 01″ ouest  |       |
| Moulin à eau de Kermarc'h                                                                 | Saint-Nicolas-du-Pélem                | Côtes-d'Armor           | Bretagne                   | inscrit    | « PA00089652 », notice no PA00089652 | 48° 17′ 39″ nord, 3° 07′ 53″ ouest  |       |
| Église Sainte-Valérie de Pontcharraud                                                     | Pontcharraud                          | Creuse                  | Nouvelle-Aquitaine         | inscrit    | « PA00100134 », notice no PA00100134 | 45° 51′ 52″ nord, 2° 16′ 19″ est    |       |
| Abbaye Saint-Pierre d'Airvault                                                            | Airvault                              | Deux-Sèvres             | Nouvelle-Aquitaine         | classé     | « PA00101165 », notice no PA00101165 | 46° 49′ 35″ nord, 0° 08′ 15″ ouest  |       |
| Prieuré du Bois-d'Allonne                                                                 | Allonne                               | Deux-Sèvres             | Nouvelle-Aquitaine         | inscrit    | « PA00101171 », notice no PA00101171 | 46° 35′ 14″ nord, 0° 20′ 56″ ouest  |       |
| Château de La Taillée                                                                     | Échiré                                | Deux-Sèvres             | Nouvelle-Aquitaine         | inscrit    | « PA00101228 », notice no PA00101228 | 46° 23′ 42″ nord, 0° 24′ 42″ ouest  |       |
| Château de François                                                                       | François                              | Deux-Sèvres             | Nouvelle-Aquitaine         | inscrit    | « PA00101236 », notice no PA00101236 | 46° 23′ 10″ nord, 0° 21′ 18″ ouest  |       |
| Halles de Niort                                                                           | Niort                                 | Deux-Sèvres             | Nouvelle-Aquitaine         | inscrit    | « PA00101285 », notice no PA00101285 | 46° 19′ 32″ nord, 0° 27′ 50″ ouest  |       |
| Hôtel de préfecture des Deux-Sèvres                                                       | Niort                                 | Deux-Sèvres             | Nouvelle-Aquitaine         | inscrit    | « PA00101291 », notice no PA00101291 | 46° 19′ 30″ nord, 0° 27′ 57″ ouest  |       |
| Maison d'arrêt de Niort                                                                   | Niort                                 | Deux-Sèvres             | Nouvelle-Aquitaine         | inscrit    | « PA00101288 », notice no PA00101288 | 46° 19′ 26″ nord, 0° 28′ 00″ ouest  |       |
| Logis de la Favrière                                                                      | Nueil-les-Aubiers                     | Deux-Sèvres             | Nouvelle-Aquitaine         | inscrit    | « PA00101293 », notice no PA00101293 | 46° 55′ 03″ nord, 0° 34′ 37″ ouest  |       |
| Église Saint-Saturnin de Saint-Maixent-l'École                                            | Saint-Maixent-l'École                 | Deux-Sèvres             | Nouvelle-Aquitaine         | inscrit    | « PA00101346 », notice no PA00101346 | 46° 24′ 36″ nord, 0° 12′ 16″ ouest  |       |
| Logis Laspois                                                                             | Saint-Martin-du-Fouilloux             | Deux-Sèvres             | Nouvelle-Aquitaine         | inscrit    | « PA00101357 », notice no PA00101357 | 46° 36′ 18″ nord, 0° 07′ 54″ ouest  |       |
| Logis de la Moussière                                                                     | Sainte-Ouenne                         | Deux-Sèvres             | Nouvelle-Aquitaine         | inscrit    | « PA00101360 », notice no PA00101360 | 46° 27′ 50″ nord, 0° 26′ 23″ ouest  |       |
| Château de Sauvebœuf                                                                      | Aubas                                 | Dordogne                | Nouvelle-Aquitaine         | inscrit    | « PA00082324 », notice no PA00082324 | 45° 05′ 42″ nord, 1° 11′ 57″ est    |       |
| Vieux pont                                                                                | Bourdeilles                           | Dordogne                | Nouvelle-Aquitaine         | inscrit    | « PA00082394 », notice no PA00082394 | 45° 19′ 23″ nord, 0° 35′ 07″ est    |       |
| Église Notre-Dame de la Nativité                                                          | Cénac-et-Saint-Julien                 | Dordogne                | Nouvelle-Aquitaine         | classé     | « PA00082456 », notice no PA00082456 | 44° 48′ 02″ nord, 1° 11′ 50″ est    |       |
| Maison Chastenet                                                                          | Issac                                 | Dordogne                | Nouvelle-Aquitaine         | inscrit    | « PA00082579 », notice no PA00082579 | 45° 00′ 54″ nord, 0° 26′ 56″ est    |       |
| Tour Saint-Jacques                                                                        | Issac                                 | Dordogne                | Nouvelle-Aquitaine         | inscrit    | « PA00082580 », notice no PA00082580 | 45° 00′ 55″ nord, 0° 27′ 01″ est    |       |
| Pont de Laveyra sur l'Auvézère                                                            | Payzac                                | Dordogne                | Nouvelle-Aquitaine         | inscrit    | « PA00082723 », notice no PA00082723 | 45° 25′ 00″ nord, 1° 15′ 08″ est    |       |
| Maison                                                                                    | Besançon                              | Doubs                   | Bourgogne-Franche-Comté    | inscrit    | « PA00101532 », notice no PA00101532 | 47° 14′ 50″ nord, 6° 01′ 55″ est    |       |
| Château de Scey                                                                           | Chassagne-Saint-Denis                 | Doubs                   | Bourgogne-Franche-Comté    | classé     | « PA00101623 », notice no PA00101623 | 47° 05′ 44″ nord, 6° 05′ 00″ est    |       |
| Château de Scey                                                                           | Cléron                                | Doubs                   | Bourgogne-Franche-Comté    | inscrit    | « PA00101628 », notice no PA00101628 | 47° 05′ 44″ nord, 6° 05′ 00″ est    |       |
| Hôtel Beurnier-Rossel                                                                     | Montbéliard                           | Doubs                   | Bourgogne-Franche-Comté    | classé     | « PA00101675 », notice no PA00101675 | 47° 30′ 36″ nord, 6° 47′ 52″ est    |       |
| Église Saint-Barthélémy de Recologne                                                      | Recologne                             | Doubs                   | Bourgogne-Franche-Comté    | inscrit    | « PA00101716 », notice no PA00101716 | 47° 16′ 23″ nord, 5° 49′ 41″ est    |       |
| Couvent des Ursulines de Saint-Hippolyte                                                  | Saint-Hippolyte                       | Doubs                   | Bourgogne-Franche-Comté    | inscrit    | « PA00101720 », notice no PA00101720 | 47° 19′ 06″ nord, 6° 48′ 49″ est    |       |
| Abbaye de Vernaison (ancienne)                                                            | Châteauneuf-sur-Isère                 | Drôme                   | Auvergne-Rhône-Alpes       | inscrit    | « PA00116912 », notice no PA00116912 | 45° 01′ 47″ nord, 5° 00′ 59″ est    |       |
| Château de Grignan                                                                        | Grignan                               | Drôme                   | Auvergne-Rhône-Alpes       | inscrit    | « PA00116961 », notice no PA00116961 | 44° 25′ 08″ nord, 4° 54′ 32″ est    |       |
| Lavoir de Grignan                                                                         | Grignan                               | Drôme                   | Auvergne-Rhône-Alpes       | inscrit    | « PA00116963 », notice no PA00116963 | 44° 25′ 11″ nord, 4° 54′ 27″ est    |       |
| Chapelle Saint-Michel                                                                     | La Laupie                             | Drôme                   | Auvergne-Rhône-Alpes       | inscrit    | « PA00116970 », notice no PA00116970 | 44° 36′ 16″ nord, 4° 50′ 45″ est    |       |
| Château de Vachères (Montclar-sur-Gervanne)                                               | Montclar-sur-Gervanne                 | Drôme                   | Auvergne-Rhône-Alpes       | inscrit    | « PA00116986 », notice no PA00116986 | 44° 44′ 21″ nord, 5° 07′ 36″ est    |       |
| Chemin de croix dit du Grand Voyage                                                       | Romans-sur-Isère                      | Drôme                   | Auvergne-Rhône-Alpes       | inscrit    | « PA00117026 », notice no PA00117026 | 45° 02′ 40″ nord, 5° 02′ 31″ est    |       |
| Maison du 2 rue Gambetta à Arpajon                                                        | Arpajon                               | Essonne                 | Île-de-France              | inscrit    | « PA00087804 », notice no PA00087804 | 48° 35′ 17″ nord, 2° 15′ 04″ est    |       |
| Église Saint-Aubin (Authon-la-Plaine)                                                     | Authon-la-Plaine                      | Essonne                 | Île-de-France              | inscrit    | « PA00087808 », notice no PA00087808 | 48° 27′ 03″ nord, 1° 57′ 28″ est    |       |
| Église Notre-Dame-de-l'Assomption de Boigneville                                          | Boigneville                           | Essonne                 | Île-de-France              | classé     | « PA00087816 », notice no PA00087816 | 48° 20′ 06″ nord, 2° 22′ 20″ est    |       |
| Pont de Soulins                                                                           | Brunoy                                | Essonne                 | Île-de-France              | inscrit    | « PA00087841 », notice no PA00087841 | 48° 42′ 06″ nord, 2° 29′ 40″ est    |       |
| Église Saint-Étienne de Chilly-Mazarin                                                    | Chilly-Mazarin                        | Essonne                 | Île-de-France              | inscrit    | « PA00087858 », notice no PA00087858 | 48° 42′ 11″ nord, 2° 18′ 47″ est    |       |
| Halles de Corbeil                                                                         | Corbeil-Essonnes                      | Essonne                 | Île-de-France              | inscrit    | « PA00087866 », notice no PA00087866 | 48° 36′ 44″ nord, 2° 28′ 56″ est    |       |
| Grands moulins de Corbeil                                                                 | Corbeil-Essonnes                      | Essonne                 | Île-de-France              | inscrit    | « PA00087867 », notice no PA00087867 | 48° 36′ 54″ nord, 2° 28′ 41″ est    |       |
| Hôtel de ville d'Étampes                                                                  | Étampes                               | Essonne                 | Île-de-France              | inscrit    | « PA00087899 », notice no PA00087899 | 48° 26′ 04″ nord, 2° 09′ 41″ est    |       |
| Moulin Saint-Père                                                                         | chartres                              | Eure-et-Loir            | Centre-Val de Loire        | classé     | « PA00097015 », notice no PA00097015 | 48° 26′ 38″ nord, 1° 29′ 41″ est    |       |
| Polissoir des Griffes du Diable                                                           | Vald'Yerre                            | Eure-et-Loir            | Centre-Val de Loire        | inscrit    | « PA00097087 », notice no PA00097087 | 48° 05′ 22″ nord, 1° 07′ 21″ est    |       |
| Église Saint-Séverin de Fontenay-sur-Eure                                                 | Fontenay-sur-Eure                     | Eure-et-Loir            | Centre-Val de Loire        | inscrit    | « PA00097111 », notice no PA00097111 | 48° 23′ 42″ nord, 1° 24′ 44″ est    |       |
| Église Notre-Dame de Frazé                                                                | Frazé                                 | Eure-et-Loir            | Centre-Val de Loire        | classé     | « PA00097113 », notice no PA00097113 | 48° 15′ 46″ nord, 1° 05′ 52″ est    |       |
| Enceinte du bois des Goislardières                                                        | Saint-Denis-Lanneray                  | Eure-et-Loir            | Centre-Val de Loire        | inscrit    | « PA00097130 », notice no PA00097130 | 48° 05′ 43″ nord, 1° 15′ 08″ est    |       |
| Château de la Rivière (Eure-et-Loir)                                                      | Pontgouin                             | Eure-et-Loir            | Centre-Val de Loire        | inscrit    | « PA00097186 », notice no PA00097186 | 48° 29′ 04″ nord, 1° 08′ 22″ est    |       |
| Château de Rabestan                                                                       | Saint-Avit-les-Guespières             | Eure-et-Loir            | Centre-Val de Loire        | inscrit    | « PA00097193 », notice no PA00097193 | 48° 16′ 34″ nord, 1° 16′ 27″ est    |       |
| Château de Sours                                                                          | Sours                                 | Eure-et-Loir            | Centre-Val de Loire        | inscrit    | « PA00097219 », notice no PA00097219 | 48° 25′ 02″ nord, 1° 35′ 44″ est    |       |
| Église Saint-Georges d'Ymeray                                                             | Ymeray                                | Eure-et-Loir            | Centre-Val de Loire        | inscrit    | « PA00097240 », notice no PA00097240 | 48° 30′ 37″ nord, 1° 42′ 01″ est    |       |
| Moulin de Kerzéan                                                                         | Cléder                                | Finistère               | Bretagne                   | inscrit    | « PA00089877 », notice no PA00089877 | 48° 38′ 43″ nord, 4° 09′ 07″ ouest  |       |
| Maison des chanoines                                                                      | Landunvez                             | Finistère               | Bretagne                   | inscrit    | « PA00090051 », notice no PA00090051 | 48° 32′ 57″ nord, 4° 42′ 27″ ouest  |       |
| Maisons du Guet                                                                           | La Martyre                            | Finistère               | Bretagne                   | inscrit    | « PA00090109 », notice no PA00090109 | 48° 26′ 56″ nord, 4° 09′ 37″ ouest  |       |
| Maison à pondalez                                                                         | Morlaix                               | Finistère               | Bretagne                   | classé     | « PA00090133 », notice no PA00090133 | 48° 34′ 37″ nord, 3° 49′ 38″ ouest  |       |
| Couvent des Ursulines                                                                     | Quimper                               | Finistère               | Bretagne                   | inscrit    | « PA00090329 », notice no PA00090329 | 47° 59′ 47″ nord, 4° 06′ 33″ ouest  |       |
| Voie Domitienne                                                                           | Beaucaire                             | Gard                    | Occitanie                  | inscrit    | « PA00103023 », notice no PA00103023 | 43° 48′ 59″ nord, 4° 35′ 46″ est    |       |
| Gare de Ners                                                                              | Boucoiran-et-Nozières                 | Gard                    | Occitanie                  | inscrit    | « PA00103026 », notice no PA00103026 | 44° 00′ 58″ nord, 4° 09′ 29″ est    |       |
| Via Domitienne                                                                            | Jonquières-Saint-Vincent              | Gard                    | Occitanie                  | inscrit    | « PA00103064 », notice no PA00103064 |                                     |       |
| Carrière romaine de Mathieu                                                               | Montagnac                             | Gard                    | Occitanie                  | inscrit    | « PA00103075 », notice no PA00103075 | 43° 55′ 27″ nord, 4° 09′ 13″ est    |       |
| Carrière romaine du Roquet                                                                | Montmirat                             | Gard                    | Occitanie                  | inscrit    | « PA00103085 », notice no PA00103085 | 43° 53′ 57″ nord, 4° 08′ 50″ est    |       |
| Gare primitive de Nîmes (1839)                                                            | Nîmes                                 | Gard                    | Occitanie                  | inscrit    | « PA00103097 », notice no PA00103097 | 43° 50′ 35″ nord, 4° 22′ 11″ est    |       |
| Via Domitienne                                                                            | Redessan                              | Gard                    | Occitanie                  | inscrit    | « PA00103175 », notice no PA00103175 |                                     |       |
| Prieuré Saint-Nicolas de Campagnac                                                        | Sainte-Anastasie                      | Gard                    | Occitanie                  | inscrit    | « PA00103193 », notice no PA00103193 | 43° 56′ 34″ nord, 4° 22′ 36″ est    |       |
| Mas de Mayac                                                                              | Uzès                                  | Gard                    | Occitanie                  | inscrit    | « PA00103282 », notice no PA00103282 | 44° 01′ 51″ nord, 4° 24′ 40″ est    |       |
| Pont du Gard                                                                              | Vers-Pont-du-Gard                     | Gard                    | Occitanie                  | inscrit    | « PA00103291 », notice no PA00103291 | 43° 56′ 50″ nord, 4° 32′ 07″ est    |       |
| Château de Cassaigne                                                                      | Cassaigne                             | Gers                    | Occitanie                  | inscrit    | « PA00094755 », notice no PA00094755 | 43° 54′ 31″ nord, 0° 20′ 09″ est    |       |
| Château de Mothes                                                                         | Condom                                | Gers                    | Occitanie                  | inscrit    | « PA00094771 », notice no PA00094771 | 44° 00′ 50″ nord, 0° 25′ 27″ est    |       |
| Église Saint-Barthélémy du Pradau                                                         | Condom                                | Gers                    | Occitanie                  | classé     | « PA00094779 », notice no PA00094779 | 43° 57′ 19″ nord, 0° 22′ 41″ est    |       |
| Halle-hôtel de ville de Fleurance                                                         | Fleurance                             | Gers                    | Occitanie                  | inscrit    | « PA00094800 », notice no PA00094800 | 43° 50′ 58″ nord, 0° 39′ 48″ est    |       |
| Église Saint-Hippolyte de Pébées                                                          | Pébées                                | Gers                    | Occitanie                  | inscrit    | « PA00094888 », notice no PA00094888 | 43° 27′ 36″ nord, 1° 01′ 35″ est    |       |
| Château de Lyde                                                                           | Baurech                               | Gironde                 | Nouvelle-Aquitaine         | inscrit    | « PA00083128 », notice no PA00083128 | 44° 44′ 19″ nord, 0° 25′ 56″ ouest  |       |
| Croix de cimetière                                                                        | Belin-Béliet                          | Gironde                 | Nouvelle-Aquitaine         | inscrit    | « PA00083137 », notice no PA00083137 | 44° 28′ 18″ nord, 0° 48′ 19″ ouest  |       |
| Église Saint-Pierre de Mons                                                               | Belin-Béliet                          | Gironde                 | Nouvelle-Aquitaine         | inscrit    | « PA00083138 », notice no PA00083138 | 44° 28′ 18″ nord, 0° 48′ 19″ ouest  |       |
| Parc et grotte de Majolan                                                                 | Blanquefort                           | Gironde                 | Nouvelle-Aquitaine         | inscrit    | « PA00083148 », notice no PA00083148 | 44° 54′ 07″ nord, 0° 38′ 46″ ouest  |       |
| Château du Barrail                                                                        | Eynesse                               | Gironde                 | Nouvelle-Aquitaine         | inscrit    | « PA00083543 », notice no PA00083543 | 44° 49′ 07″ nord, 0° 07′ 47″ est    |       |
| Commanderie de Sallebruneau                                                               | Frontenac                             | Gironde                 | Nouvelle-Aquitaine         | inscrit    | « PA00083549 », notice no PA00083549 | 44° 43′ 52″ nord, 0° 07′ 22″ ouest  |       |
| Église Sainte-Présentine de Frontenac                                                     | Frontenac                             | Gironde                 | Nouvelle-Aquitaine         | inscrit    | « PA00083551 », notice no PA00083551 | 44° 42′ 58″ nord, 0° 09′ 08″ ouest  |       |
| Château de Génissac                                                                       | Génissac                              | Gironde                 | Nouvelle-Aquitaine         | inscrit    | « PA00083559 », notice no PA00083559 | 44° 50′ 46″ nord, 0° 14′ 48″ ouest  |       |
| Croix                                                                                     | Génissac                              | Gironde                 | Nouvelle-Aquitaine         | inscrit    | « PA00083560 », notice no PA00083560 | 44° 50′ 47″ nord, 0° 14′ 50″ ouest  |       |
| Prieuré de Cayac                                                                          | Gradignan                             | Gironde                 | Nouvelle-Aquitaine         | inscrit    | « PA00083564 », notice no PA00083564 | 44° 45′ 54″ nord, 0° 37′ 10″ ouest  |       |
| Ermitage Sainte-Catherine de Lormont                                                      | Lormont                               | Gironde                 | Nouvelle-Aquitaine         | inscrit    | « PA00083604 », notice no PA00083604 | 44° 52′ 32″ nord, 0° 32′ 06″ ouest  |       |
| Église Saint-Vincent de Loubens                                                           | Loubens                               | Gironde                 | Nouvelle-Aquitaine         | inscrit    | « PA00083606 », notice no PA00083606 | 44° 37′ 48″ nord, 0° 02′ 16″ ouest  |       |
| Château de Lavison                                                                        | Loubens                               | Gironde                 | Nouvelle-Aquitaine         | inscrit    | « PA00083605 », notice no PA00083605 | 44° 37′ 09″ nord, 0° 01′ 44″ ouest  |       |
| Église Saint-Vincent de Mérignac                                                          | Mérignac                              | Gironde                 | Nouvelle-Aquitaine         | inscrit    | « PA00083629 », notice no PA00083629 | 44° 50′ 26″ nord, 0° 38′ 51″ ouest  |       |
| Église Saint-Jean-Baptiste d'Origne                                                       | Origne                                | Gironde                 | Nouvelle-Aquitaine         | inscrit    | « PA00083653 », notice no PA00083653 | 44° 29′ 32″ nord, 0° 30′ 07″ ouest  |       |
| Croix de Gay                                                                              | Pomerol                               | Gironde                 | Nouvelle-Aquitaine         | inscrit    | « PA00083668 », notice no PA00083668 | 44° 56′ 01″ nord, 0° 11′ 51″ ouest  |       |
| Maison Gaubert                                                                            | Portets                               | Gironde                 | Nouvelle-Aquitaine         | inscrit    | « PA00083673 », notice no PA00083673 | 44° 41′ 29″ nord, 0° 25′ 27″ ouest  |       |
| Église Saint-Martin du Pout                                                               | Pout (Le)                             | Gironde                 | Nouvelle-Aquitaine         | inscrit    | « PA00083675 », notice no PA00083675 | 44° 48′ 09″ nord, 0° 21′ 33″ ouest  |       |
| Croix de cimetière                                                                        | Pout (Le)                             | Gironde                 | Nouvelle-Aquitaine         | inscrit    | « PA00083674 », notice no PA00083674 | 44° 48′ 09″ nord, 0° 21′ 32″ ouest  |       |
| Château de la Trave                                                                       | Préchac                               | Gironde                 | Nouvelle-Aquitaine         | inscrit    | « PA00083677 », notice no PA00083677 | 44° 24′ 35″ nord, 0° 20′ 31″ ouest  |       |
| Château de la Travette                                                                    | Préchac                               | Gironde                 | Nouvelle-Aquitaine         | inscrit    | « PA00083678 », notice no PA00083678 | 44° 24′ 27″ nord, 0° 20′ 04″ ouest  |       |
| Domaine de la Seiglière                                                                   | Saint-Louis-de-Montferrand            | Gironde                 | Nouvelle-Aquitaine         | inscrit    | « PA00083762 », notice no PA00083762 | 44° 58′ 34″ nord, 0° 32′ 06″ ouest  |       |
| Église Notre-Dame d'Aillas-le-Vieux                                                       | Sigalens                              | Gironde                 | Nouvelle-Aquitaine         | inscrit    | « PA00083839 », notice no PA00083839 | 44° 28′ 00″ nord, 0° 01′ 59″ ouest  |       |
| Croix de cimetière d'Aillas-le-Vieux                                                      | Sigalens                              | Gironde                 | Nouvelle-Aquitaine         | inscrit    | « PA00083838 », notice no PA00083838 | 44° 27′ 59″ nord, 0° 01′ 59″ ouest  |       |
| Église Saint-Martin de Monclaris                                                          | Sigalens                              | Gironde                 | Nouvelle-Aquitaine         | inscrit    | « PA00083840 », notice no PA00083840 | 44° 25′ 48″ nord, 0° 03′ 22″ ouest  |       |
| Maison Chapp                                                                              | Basse-Terre                           | Guadeloupe              | Guadeloupe                 | inscrit    | « PA00105852 », notice no PA00105852 | 15° 59′ 47″ nord, 61° 43′ 53″ ouest |       |
| Ancien hôtel de ville                                                                     | Pointe-à-Pitre                        | Guadeloupe              | Guadeloupe                 | classé     | « PA00105866 », notice no PA00105866 | 16° 14′ 14″ nord, 61° 32′ 16″ ouest |       |
| Habitation Mont-Carmel                                                                    | Saint-Claude                          | Guadeloupe              | Guadeloupe                 | inscrit    | « PA00105871 », notice no PA00105871 | 16° 00′ 38″ nord, 61° 42′ 31″ ouest |       |
| Habitation La Grivelière                                                                  | Vieux-Habitants                       | Guadeloupe              | Guadeloupe                 | classé     | « PA00105878 », notice no PA00105878 | 16° 04′ 18″ nord, 61° 43′ 44″ ouest |       |
| Maison d'Alfred Dreyfus                                                                   | Cayenne                               | Guyane                  | Guyane                     | classé     | « PA00105897 », notice no PA00105897 | 5° 17′ 00″ nord, 52° 35′ 00″ ouest  |       |
| Église Saint-Joseph de Mana                                                               | Mana                                  | Guyane                  | Guyane                     | classé     | « PA00105907 », notice no PA00105907 | 5° 39′ 57″ nord, 53° 46′ 37″ ouest  |       |
| Maison des sœurs de Saint-Joseph-de-Cluny                                                 | Mana                                  | Guyane                  | Guyane                     | classé     | « PA00105908 », notice no PA00105908 | 5° 39′ 59″ nord, 53° 46′ 36″ ouest  |       |
| Fontaine de la Vierge                                                                     | Altkirch                              | Haut-Rhin               | Grand Est                  | inscrit    | « PA00085316 », notice no PA00085316 | 47° 37′ 25″ nord, 7° 14′ 14″ est    |       |
| Collège des Jésuites                                                                      | Ensisheim                             | Haut-Rhin               | Grand Est                  | inscrit    | « PA00085420 », notice no PA00085420 | 47° 51′ 55″ nord, 7° 21′ 04″ est    |       |
| Tribunal                                                                                  | Lutter                                | Haut-Rhin               | Grand Est                  | inscrit    | « PA00085508 », notice no PA00085508 | 47° 27′ 55″ nord, 7° 22′ 50″ est    |       |
| Maison                                                                                    | Masevaux                              | Haut-Rhin               | Grand Est                  | inscrit    | « PA00085518 », notice no PA00085518 | 47° 46′ 28″ nord, 6° 59′ 43″ est    |       |
| Cour noble Capplerhof (ancienne tannerie Chagué)                                          | Masevaux                              | Haut-Rhin               | Grand Est                  | inscrit    | « PA00085510 », notice no PA00085510 | 47° 46′ 28″ nord, 6° 59′ 45″ est    |       |
| Tribunal d'instance                                                                       | Mulhouse                              | Haut-Rhin               | Grand Est                  | inscrit    | « PA00085549 », notice no PA00085549 | 47° 45′ 11″ nord, 7° 20′ 40″ est    |       |
| Hôpital                                                                                   | Riquewihr                             | Haut-Rhin               | Grand Est                  | inscrit    | « PA00085604 », notice no PA00085604 | 48° 10′ 03″ nord, 7° 17′ 52″ est    |       |
| Théâtre municipal                                                                         | Sainte-Marie-aux-Mines                | Haut-Rhin               | Grand Est                  | inscrit    | « PA00085671 », notice no PA00085671 | 48° 14′ 38″ nord, 7° 10′ 52″ est    |       |
| Château Wagenbourg                                                                        | Soultzmatt                            | Haut-Rhin               | Grand Est                  | inscrit    | « PA00085688 », notice no PA00085688 | 47° 57′ 33″ nord, 7° 14′ 31″ est    |       |
| Chapelle du Schaefertal (chapelle Sainte-Marie ou Val du Pâtre)                           | Soultzmatt                            | Haut-Rhin               | Grand Est                  | inscrit    | « PA00085687 », notice no PA00085687 | 47° 57′ 07″ nord, 7° 12′ 59″ est    |       |
| Église Saint-Marcel                                                                       | Aléria                                | Haute-Corse             | Corse                      | inscrit    | « PA00099149 », notice no PA00099149 | 42° 06′ 16″ nord, 9° 30′ 42″ est    |       |
| Église Saint-Thomas                                                                       | Belgodère                             | Haute-Corse             | Corse                      | inscrit    | « PA00099164 », notice no PA00099164 | 42° 35′ 10″ nord, 9° 01′ 04″ est    |       |
| Tour de Furiani                                                                           | Furiani                               | Haute-Corse             | Corse                      | inscrit    | « PA00099199 », notice no PA00099199 | 42° 39′ 31″ nord, 9° 24′ 53″ est    |       |
| Lavoir de Lavatoggio                                                                      | Lavatoggio                            | Haute-Corse             | Corse                      | inscrit    | « PA00099205 », notice no PA00099205 | 42° 34′ 30″ nord, 8° 52′ 39″ est    |       |
| Chapelle San Cervone                                                                      | Lavatoggio                            | Haute-Corse             | Corse                      | inscrit    | « PA00099204 », notice no PA00099204 | 42° 34′ 09″ nord, 8° 52′ 56″ est    |       |
| Église Saint-Augustin de Montemaggiore                                                    | Montegrosso                           | Haute-Corse             | Corse                      | inscrit    | « PA00099213 », notice no PA00099213 | 42° 32′ 09″ nord, 8° 52′ 25″ est    |       |
| Église Saint-André                                                                        | Omessa                                | Haute-Corse             | Corse                      | classé     | « PA00099225 », notice no PA00099225 | 42° 22′ 13″ nord, 9° 11′ 54″ est    |       |
| Église Sainte-Lucie de Talasani                                                           | Talasani                              | Haute-Corse             | Corse                      | inscrit    | « PA00099252 », notice no PA00099252 | 42° 24′ 30″ nord, 9° 28′ 49″ est    |       |
| Hôpital Notre-Dame-de-Lorette                                                             | Alan                                  | Haute-Garonne           | Occitanie                  | inscrit    | « PA00094261 », notice no PA00094261 | 43° 13′ 21″ nord, 0° 55′ 47″ est    |       |
| Château de Castelnau-d'Estrétefonds                                                       | Castelnau-d'Estrétefonds              | Haute-Garonne           | Occitanie                  | inscrit    | « PA00094307 », notice no PA00094307 | 43° 47′ 10″ nord, 1° 21′ 32″ est    |       |
| Château de Merville                                                                       | Merville                              | Haute-Garonne           | Occitanie                  | classé     | « PA00094383 », notice no PA00094383 | 43° 43′ 08″ nord, 1° 18′ 02″ est    |       |
| Hôpital Larrey (ancien) (actuel Conservatoire à rayonnement régional)                     | Toulouse                              | Haute-Garonne           | Occitanie                  | inscrit    | « PA00094528 », notice no PA00094528 | 43° 36′ 13″ nord, 1° 26′ 16″ est    |       |
| Château d'eau de Toulouse                                                                 | Toulouse                              | Haute-Garonne           | Occitanie                  | inscrit    | « PA00094504 », notice no PA00094504 | 43° 35′ 55″ nord, 1° 26′ 12″ est    |       |
| Serres municipales                                                                        | Toulouse                              | Haute-Garonne           | Occitanie                  | inscrit    | « PA00094638 », notice no PA00094638 | 43° 35′ 03″ nord, 1° 27′ 40″ est    |       |
| Observatoire                                                                              | Toulouse                              | Haute-Garonne           | Occitanie                  | inscrit    | « PA00094625 », notice no PA00094625 | 43° 36′ 44″ nord, 1° 27′ 47″ est    |       |
| Propriété La Redorte                                                                      | Toulouse                              | Haute-Garonne           | Occitanie                  | inscrit    | « PA00094631 », notice no PA00094631 | 43° 32′ 59″ nord, 1° 27′ 44″ est    |       |
| Église Saint-Martin du Brignon                                                            | Le Brignon                            | Haute-Loire             | Auvergne-Rhône-Alpes       | inscrit    | « PA00092614 », notice no PA00092614 | 44° 56′ 07″ nord, 3° 52′ 51″ est    |       |
| Église Saint-Étienne de Connangles                                                        | Connangles                            | Haute-Loire             | Auvergne-Rhône-Alpes       | inscrit    | « PA00092655 », notice no PA00092655 | 45° 17′ 58″ nord, 3° 38′ 51″ est    |       |
| Château de Poinsac                                                                        | Coubon                                | Haute-Loire             | Auvergne-Rhône-Alpes       | classé     | « PA00092656 », notice no PA00092656 | 44° 59′ 05″ nord, 3° 54′ 21″ est    |       |
| Hôtel Jerphanion-Cambacérès                                                               | Le Puy-en-Velay                       | Haute-Loire             | Auvergne-Rhône-Alpes       | classé     | « PA00092765 », notice no PA00092765 | 45° 02′ 46″ nord, 3° 53′ 02″ est    |       |
| Maison d'arrêt                                                                            | Le Puy-en-Velay                       | Haute-Loire             | Auvergne-Rhône-Alpes       | inscrit    | « PA00092787 », notice no PA00092787 | 45° 02′ 10″ nord, 3° 53′ 10″ est    |       |
| Maison des Cizeron                                                                        | Le Puy-en-Velay                       | Haute-Loire             | Auvergne-Rhône-Alpes       | classé     | « PA00092802 », notice no PA00092802 | 45° 02′ 39″ nord, 3° 53′ 01″ est    |       |
| Église Saint-Hilaire de Saint-Hilaire                                                     | Saint-Hilaire                         | Haute-Loire             | Auvergne-Rhône-Alpes       | inscrit    | « PA00092851 », notice no PA00092851 | 45° 22′ 51″ nord, 3° 26′ 13″ est    |       |
| Dolmen de la Pierre des Fades                                                             | Saint-Jean-d'Aubrigoux                | Haute-Loire             | Auvergne-Rhône-Alpes       | classé     | « PA00092855 », notice no PA00092855 | 45° 20′ 49″ nord, 3° 47′ 48″ est    |       |
| Dolmen de la Thuile des Fées                                                              | Tailhac                               | Haute-Loire             | Auvergne-Rhône-Alpes       | classé     | « PA00092903 », notice no PA00092903 | 45° 02′ 33″ nord, 3° 26′ 38″ est    |       |
| Église Notre-Dame-de-la-Nativité de Bourg-Sainte-Marie                                    | Bourg-Sainte-Marie                    | Haute-Marne             | Grand Est                  | inscrit    | « PA00078960 », notice no PA00078960 | 48° 10′ 47″ nord, 5° 33′ 28″ est    |       |
| Église Saint-Pierre-ès-Liens de Bricon                                                    | Bricon                                | Haute-Marne             | Grand Est                  | inscrit    | « PA00078977 », notice no PA00078977 | 48° 04′ 57″ nord, 4° 58′ 46″ est    |       |
| Grille en fer forgé provenant du chœur de l'abbaye de Morimond                            | Chassigny                             | Haute-Marne             | Grand Est                  | inscrit    | « PA00079000 », notice no PA00079000 | 47° 42′ 44″ nord, 5° 22′ 49″ est    |       |
| Château de Blaise                                                                         | Colombey les Deux Églises             | Haute-Marne             | Grand Est                  | inscrit    | « PA00079038 », notice no PA00079038 | 48° 17′ 01″ nord, 4° 58′ 04″ est    |       |
| Château de Fresnoy                                                                        | Parnoy-en-Bassigny                    | Haute-Marne             | Grand Est                  | inscrit    | « PA00079173 », notice no PA00079173 | 48° 02′ 26″ nord, 5° 39′ 28″ est    |       |
| Château de Prangey                                                                        | Villegusien-le-Lac                    | Haute-Marne             | Grand Est                  | inscrit    | « PA00079274 », notice no PA00079274 | 47° 44′ 22″ nord, 5° 16′ 49″ est    |       |
| Cabane de charbonnier                                                                     | Beaumotte-Aubertans                   | Haute-Saône             | Bourgogne-Franche-Comté    | inscrit    | « PA00102119 », notice no PA00102119 | 47° 27′ 07″ nord, 6° 09′ 53″ est    |       |
| Couvent des Récollets de Conflans-sur-Lanterne                                            | Conflans-sur-Lanterne                 | Haute-Saône             | Bourgogne-Franche-Comté    | inscrit    | « PA00102142 », notice no PA00102142 | 47° 48′ 57″ nord, 6° 12′ 26″ est    |       |
| Hôtel de Conflans                                                                         | Gray                                  | Haute-Saône             | Bourgogne-Franche-Comté    | inscrit    | « PA00102181 », notice no PA00102181 | 47° 26′ 46″ nord, 5° 35′ 23″ est    |       |
| Église Saints-Pierre-et-Paul d'Igny                                                       | Igny                                  | Haute-Saône             | Bourgogne-Franche-Comté    | inscrit    | « PA00102195 », notice no PA00102195 | 47° 28′ 40″ nord, 5° 45′ 47″ est    |       |
| Église Saint-Pierre-Saint-Paul de Mailleroncourt-Saint-Pancras                            | Mailleroncourt-Saint-Pancras          | Haute-Saône             | Bourgogne-Franche-Comté    | inscrit    | « PA00102215 », notice no PA00102215 | 47° 54′ 57″ nord, 6° 07′ 59″ est    |       |
| Château de Passavant-la-Rochère                                                           | Passavant-la-Rochère                  | Haute-Saône             | Bourgogne-Franche-Comté    | classé     | « PA00102242 », notice no PA00102242 | 47° 58′ 04″ nord, 6° 02′ 16″ est    |       |
| Château de Pont-sur-l'Ognon                                                               | Pont-sur-l'Ognon                      | Haute-Saône             | Bourgogne-Franche-Comté    | inscrit    | « PA00102253 », notice no PA00102253 | 47° 31′ 16″ nord, 6° 23′ 18″ est    |       |
| Château de La Rochelle                                                                    | La Rochelle                           | Haute-Saône             | Bourgogne-Franche-Comté    | inscrit    | « PA00102262 », notice no PA00102262 | 47° 44′ 45″ nord, 5° 43′ 55″ est    |       |
| Église de la Nativité-de-Notre-Dame de Rupt-sur-Saône                                     | Rupt-sur-Saône                        | Haute-Saône             | Bourgogne-Franche-Comté    | inscrit    | « PA00102266 », notice no PA00102266 | 47° 38′ 47″ nord, 5° 55′ 54″ est    |       |
| Château de Villefrancon                                                                   | Villefrancon                          | Haute-Saône             | Bourgogne-Franche-Comté    | inscrit    | « PA00102294 », notice no PA00102294 | 47° 24′ 08″ nord, 5° 44′ 43″ est    |       |
| Château de Bonneville                                                                     | Bonneville                            | Haute-Savoie            | Auvergne-Rhône-Alpes       | inscrit    | « PA00118364 », notice no PA00118364 | 46° 04′ 44″ nord, 6° 24′ 30″ est    |       |
| Villa La Sapinière                                                                        | Évian-les-Bains                       | Haute-Savoie            | Auvergne-Rhône-Alpes       | inscrit    | « PA00118398 », notice no PA00118398 | 46° 23′ 54″ nord, 6° 34′ 12″ est    |       |
| Château de Montrottier                                                                    | Lovagny                               | Haute-Savoie            | Auvergne-Rhône-Alpes       | inscrit    | « PA00118402 », notice no PA00118402 | 45° 53′ 55″ nord, 6° 02′ 20″ est    |       |
| Église Saint-Gervais de Saint-Gervais-les-Bains                                           | Saint-Gervais-les-Bains               | Haute-Savoie            | Auvergne-Rhône-Alpes       | inscrit    | « PA00118434 », notice no PA00118434 | 45° 53′ 31″ nord, 6° 42′ 40″ est    |       |
| Église Notre-Dame-de-l'Assomption de Samoëns                                              | Samoëns                               | Haute-Savoie            | Auvergne-Rhône-Alpes       | inscrit    | « PA00118440 », notice no PA00118440 | 46° 05′ 01″ nord, 6° 43′ 37″ est    |       |
| Maison des Anglais                                                                        | Le Chalard                            | Haute-Vienne            | Nouvelle-Aquitaine         | inscrit    | « PA00100266 », notice no PA00100266 | 45° 32′ 54″ nord, 1° 07′ 42″ est    |       |
| Menhir d'Arnac                                                                            | Cieux                                 | Haute-Vienne            | Nouvelle-Aquitaine         | inscrit    | « PA00100284 », notice no PA00100284 | 45° 58′ 22″ nord, 0° 57′ 24″ est    |       |
| Église Saint-Yrieix-et-Saint-Eutrope de Janailhac                                         | Janailhac                             | Haute-Vienne            | Nouvelle-Aquitaine         | inscrit    | « PA00100323 », notice no PA00100323 | 45° 38′ 10″ nord, 1° 14′ 30″ est    |       |
| Dolmen de Rouffignac                                                                      | Javerdat                              | Haute-Vienne            | Nouvelle-Aquitaine         | inscrit    | « PA00100324 », notice no PA00100324 | 45° 58′ 36″ nord, 0° 57′ 41″ est    |       |
| Menhir du Pic                                                                             | Javerdat                              | Haute-Vienne            | Nouvelle-Aquitaine         | inscrit    | « PA00100325 », notice no PA00100325 | 45° 57′ 44″ nord, 1° 00′ 00″ est    |       |
| Four des Casseaux                                                                         | Limoges                               | Haute-Vienne            | Nouvelle-Aquitaine         | classé     | « PA00100348 », notice no PA00100348 | 45° 49′ 56″ nord, 1° 16′ 21″ est    |       |
| Couvent des Augustins de Mortemart                                                        | Mortemart                             | Haute-Vienne            | Nouvelle-Aquitaine         | inscrit    | « PA00100396 », notice no PA00100396 | 46° 02′ 27″ nord, 0° 57′ 29″ est    |       |
| Abbaye de Saint-Amand                                                                     | Saint-Junien                          | Haute-Vienne            | Nouvelle-Aquitaine         | classé     | « PA00100452 », notice no PA00100452 | 45° 53′ 11″ nord, 0° 53′ 12″ est    |       |
| Fortifications de Briançon                                                                | Briançon                              | Hautes-Alpes            | Provence-Alpes-Côte d'Azur | inscrit    | « PA00080536 », notice no PA00080536 | 44° 53′ 56″ nord, 6° 38′ 30″ est    |       |
| Église de Saint-Cyrice                                                                    | Étoile-Saint-Cyrice                   | Hautes-Alpes            | Provence-Alpes-Côte d'Azur | inscrit    | « PA00080564 », notice no PA00080564 | 44° 19′ 35″ nord, 5° 39′ 19″ est    |       |
| Domaine de Charance                                                                       | Gap                                   | Hautes-Alpes            | Provence-Alpes-Côte d'Azur | inscrit    | « PA00080568 », notice no PA00080568 | 44° 19′ 56″ nord, 6° 02′ 37″ est    |       |
| Chapelle Saint-Pierre du Monêtier-les-Bains                                               | Le Monêtier-les-Bains                 | Hautes-Alpes            | Provence-Alpes-Côte d'Azur | inscrit    | « PA00080583 », notice no PA00080583 | 44° 58′ 33″ nord, 6° 30′ 27″ est    |       |
| Prieuré de Saint-André-de-Rosans                                                          | Saint-André-de-Rosans                 | Hautes-Alpes            | Provence-Alpes-Côte d'Azur | classé     | « PA00080605 », notice no PA00080605 | 44° 22′ 40″ nord, 5° 30′ 50″ est    |       |
| Cimetière de Saint-Véran                                                                  | Saint-Véran                           | Hautes-Alpes            | Provence-Alpes-Côte d'Azur | classé     | « PA00080619 », notice no PA00080619 | 44° 42′ 01″ nord, 6° 52′ 03″ est    |       |
| Maison-Ferme                                                                              | La Salle-les-Alpes                    | Hautes-Alpes            | Provence-Alpes-Côte d'Azur | inscrit    | « PA00080624 », notice no PA00080624 | 44° 56′ 38″ nord, 6° 33′ 11″ est    |       |
| Église Saint-Barthélemy d'Andrest                                                         | Andrest                               | Hautes-Pyrénées         | Occitanie                  | inscrit    | « PA00095311 », notice no PA00095311 | 43° 18′ 58″ nord, 0° 03′ 41″ est    |       |
| Site archéologique de Castetbieilh                                                        | Saint-Lézer                           | Hautes-Pyrénées         | Occitanie                  | inscrit    | « PA00095410 », notice no PA00095410 | 43° 22′ 24″ nord, 0° 01′ 44″ est    |       |
| Château de Tostat                                                                         | Tostat                                | Hautes-Pyrénées         | Occitanie                  | inscrit    | « PA00095435 », notice no PA00095435 | 43° 19′ 36″ nord, 0° 05′ 50″ est    |       |
| Folie Desmares                                                                            | Châtillon                             | Hauts-de-Seine          | Île-de-France              | inscrit    | « PA00088091 », notice no PA00088091 | 48° 48′ 04″ nord, 2° 17′ 24″ est    |       |
| Pavillon de la Suède et de la Norvège                                                     | Courbevoie                            | Hauts-de-Seine          | Île-de-France              | inscrit    | « PA00088106 », notice no PA00088106 | 48° 54′ 02″ nord, 2° 16′ 19″ est    |       |
| Pavillon des Indes                                                                        | Courbevoie                            | Hauts-de-Seine          | Île-de-France              | inscrit    | « PA00088105 », notice no PA00088105 | 48° 53′ 59″ nord, 2° 16′ 05″ est    |       |
| Institut hospitalier franco-britannique                                                   | Levallois-Perret                      | Hauts-de-Seine          | Île-de-France              | inscrit    | « PA00088114 », notice no PA00088114 | 48° 53′ 25″ nord, 2° 16′ 49″ est    |       |
| Maison du Commandant Charcot                                                              | Neuilly-sur-Seine                     | Hauts-de-Seine          | Île-de-France              | inscrit    | « PA00088130 », notice no PA00088130 | 48° 52′ 41″ nord, 2° 15′ 24″ est    |       |
| Immeuble                                                                                  | Sèvres                                | Hauts-de-Seine          | Île-de-France              | inscrit    | « PA00088152 », notice no PA00088152 | 48° 49′ 36″ nord, 2° 13′ 15″ est    |       |
| Église Saint-Martial d'Assas                                                              | Assas                                 | Hérault                 | Occitanie                  | classé     | « PA00103361 », notice no PA00103361 | 43° 42′ 05″ nord, 3° 53′ 53″ est    |       |
| Basilique gallo-romaine de Balaruc-les-Bains                                              | Balaruc-les-Bains                     | Hérault                 | Occitanie                  | inscrit    | « PA00103367 », notice no PA00103367 | 43° 26′ 26″ nord, 3° 40′ 42″ est    |       |
| Église de la Madeleine                                                                    | Béziers                               | Hérault                 | Occitanie                  | classé     | « PA00103379 », notice no PA00103379 | 43° 20′ 42″ nord, 3° 12′ 47″ est    |       |
| Château de Cazilhac                                                                       | Le Bousquet-d'Orb                     | Hérault                 | Occitanie                  | inscrit    | « PA00103396 », notice no PA00103396 | 43° 41′ 37″ nord, 3° 10′ 02″ est    |       |
| Voie Domitienne                                                                           | Castelnau-le-Lez                      | Hérault                 | Occitanie                  | inscrit    | « PA00103408 », notice no PA00103408 | 43° 38′ 50″ nord, 3° 55′ 29″ est    |       |
| Église Saint-Pierre-de-la-Salle de Cessenon-sur-Orb                                       | Cessenon-sur-Orb                      | Hérault                 | Occitanie                  | inscrit    | « PA00103427 », notice no PA00103427 | 43° 26′ 57″ nord, 3° 02′ 56″ est    |       |
| Forum Domitii                                                                             | Montbazin                             | Hérault                 | Occitanie                  | inscrit    | « PA00103518 », notice no PA00103518 | 43° 30′ 41″ nord, 3° 41′ 54″ est    |       |
| Église Sainte-Eulalie de Montblanc                                                        | Montblanc                             | Hérault                 | Occitanie                  | classé     | « PA00103520 », notice no PA00103520 | 43° 23′ 50″ nord, 3° 22′ 02″ est    |       |
| Église Notre-Dame-des-Vertus de Paulhan                                                   | Paulhan                               | Hérault                 | Occitanie                  | classé     | « PA00103629 », notice no PA00103629 | 43° 32′ 40″ nord, 3° 27′ 39″ est    |       |
| Église Sainte-Catherine-d'Alexandrie du Pouget                                            | Le Pouget                             | Hérault                 | Occitanie                  | inscrit    | « PA00103669 », notice no PA00103669 | 43° 35′ 32″ nord, 3° 31′ 32″ est    |       |
| Éolienne Bollée de Quarante                                                               | Quarante                              | Hérault                 | Occitanie                  | inscrit    | « PA00103680 », notice no PA00103680 | 43° 21′ 06″ nord, 2° 59′ 37″ est    |       |
| Abbaye de Saint-Guilhem-le-Désert                                                         | Saint-Guilhem-le-Désert               | Hérault                 | Occitanie                  | classé     | « PA00103690 », notice no PA00103690 | 43° 44′ 01″ nord, 3° 32′ 56″ est    |       |
| Église Saint-Pierre de Vendémian                                                          | Vendémian                             | Hérault                 | Occitanie                  | inscrit    | « PA00103743 », notice no PA00103743 | 43° 34′ 50″ nord, 3° 33′ 42″ est    |       |
| Église Notre-Dame-de-l’Assomption                                                         | Arbrissel                             | Ille-et-Vilaine         | Bretagne                   | inscrit    | « PA00090497 », notice no PA00090497 | 47° 55′ 38″ nord, 1° 18′ 11″ ouest  |       |
| Fours à chaux                                                                             | Chartres-de-Bretagne                  | Ille-et-Vilaine         | Bretagne                   | inscrit    | « PA00090524 », notice no PA00090524 | 48° 02′ 37″ nord, 1° 43′ 00″ ouest  |       |
| Manoir de Boisorcant                                                                      | Noyal-sur-Vilaine                     | Ille-et-Vilaine         | Bretagne                   | classé     | « PA00090646 », notice no PA00090646 | 48° 03′ 52″ nord, 1° 30′ 07″ ouest  |       |
| Hôtel de Richelieu                                                                        | Redon                                 | Ille-et-Vilaine         | Bretagne                   | inscrit    | « PA00090667 », notice no PA00090667 | 47° 38′ 47″ nord, 2° 05′ 11″ ouest  |       |
| Manoir du Mail                                                                            | Redon                                 | Ille-et-Vilaine         | Bretagne                   | inscrit    | « PA00090669 », notice no PA00090669 | 47° 38′ 46″ nord, 2° 05′ 12″ ouest  |       |
| Prieuré Notre-Dame                                                                        | Vitré                                 | Ille-et-Vilaine         | Bretagne                   | classé     | « PA00090904 », notice no PA00090904 | 48° 07′ 31″ nord, 1° 12′ 40″ ouest  |       |
| Chapelle aux Bobines                                                                      | Buzançais                             | Indre                   | Centre-Val de Loire        | inscrit    | « PA00097286 », notice no PA00097286 | 46° 53′ 20″ nord, 1° 23′ 43″ est    |       |
| Église Notre-Dame d'Écueillé                                                              | Écueillé                              | Indre                   | Centre-Val de Loire        | classé     | « PA00097344 », notice no PA00097344 | 47° 05′ 10″ nord, 1° 20′ 55″ est    |       |
| Château d'Ingrandes                                                                       | Ingrandes                             | Indre                   | Centre-Val de Loire        | inscrit    | « PA00097355 », notice no PA00097355 | 46° 35′ 50″ nord, 0° 57′ 45″ est    |       |
| Immeuble                                                                                  | Issoudun                              | Indre                   | Centre-Val de Loire        | inscrit    | « PA00097359 », notice no PA00097359 | 46° 56′ 55″ nord, 1° 59′ 37″ est    |       |
| Église Saint-Laurent de Lourouer-Saint-Laurent                                            | Lourouer-Saint-Laurent                | Indre                   | Centre-Val de Loire        | classé     | « PA00097379 », notice no PA00097379 | 46° 37′ 24″ nord, 2° 00′ 46″ est    |       |
| Église Saint-Jean de Lurais                                                               | Lurais                                | Indre                   | Centre-Val de Loire        | inscrit    | « PA00097384 », notice no PA00097384 | 46° 42′ 18″ nord, 0° 57′ 06″ est    |       |
| Château de Lurais                                                                         | Lurais                                | Indre                   | Centre-Val de Loire        | inscrit    | « PA00097383 », notice no PA00097383 | 46° 42′ 19″ nord, 0° 57′ 07″ est    |       |
| Prieuré de Notz-l'Abbé                                                                    | Martizay                              | Indre                   | Centre-Val de Loire        | classé     | « PA00097391 », notice no PA00097391 | 46° 48′ 40″ nord, 1° 00′ 44″ est    |       |
| Château de Mézières-en-Brenne                                                             | Mézières-en-Brenne                    | Indre                   | Centre-Val de Loire        | inscrit    | « PA00097395 », notice no PA00097395 | 46° 49′ 11″ nord, 1° 12′ 32″ est    |       |
| Fontaine de Max Ernst                                                                     | Amboise                               | Indre-et-Loire          | Centre-Val de Loire        | inscrit    | « PA00097513 », notice no PA00097513 | 47° 24′ 45″ nord, 0° 58′ 50″ est    |       |
| Fanum des Châteliers                                                                      | Amboise                               | Indre-et-Loire          | Centre-Val de Loire        | inscrit    | « PA00097511 », notice no PA00097511 | 47° 24′ 47″ nord, 0° 59′ 25″ est    |       |
| Manoir de Montour                                                                         | Beaumont-en-Véron                     | Indre-et-Loire          | Centre-Val de Loire        | inscrit    | « PA00097577 », notice no PA00097577 | 47° 11′ 16″ nord, 0° 09′ 50″ est    |       |
| Château de Grillemont                                                                     | La Chapelle-Blanche-Saint-Martin      | Indre-et-Loire          | Centre-Val de Loire        | inscrit    | « PA00097635 », notice no PA00097635 | 47° 05′ 29″ nord, 0° 46′ 08″ est    |       |
| Château du Pressoir                                                                       | Panzoult                              | Indre-et-Loire          | Centre-Val de Loire        | classé     | « PA00097902 », notice no PA00097902 | 47° 09′ 08″ nord, 0° 23′ 05″ est    |       |
| Église Notre-Dame-des-Échelles de Preuilly-sur-Claise                                     | Preuilly-sur-Claise                   | Indre-et-Loire          | Centre-Val de Loire        | inscrit    | « PA00097925 », notice no PA00097925 | 46° 51′ 20″ nord, 0° 55′ 47″ est    |       |
| Maladrerie Saint-Lazare                                                                   | Tours                                 | Indre-et-Loire          | Centre-Val de Loire        | inscrit    | « PA00098257 », notice no PA00098257 | 47° 23′ 14″ nord, 0° 41′ 37″ est    |       |
| Mur de terrasse antique                                                                   | Bourgoin-Jallieu                      | Isère                   | Auvergne-Rhône-Alpes       | classé     | « PA00117127 », notice no PA00117127 | 45° 36′ 11″ nord, 5° 13′ 45″ est    |       |
| Château de Mérieu                                                                         | Creys-Mépieu                          | Isère                   | Auvergne-Rhône-Alpes       | inscrit    | « PA00117171 », notice no PA00117171 | 45° 44′ 11″ nord, 5° 30′ 21″ est    |       |
| Immeuble                                                                                  | Grenoble                              | Isère                   | Auvergne-Rhône-Alpes       | inscrit    | « PA00117187 », notice no PA00117187 | 45° 11′ 36″ nord, 5° 43′ 51″ est    |       |
| Immeuble                                                                                  | Grenoble                              | Isère                   | Auvergne-Rhône-Alpes       | inscrit    | « PA00117189 », notice no PA00117189 | 45° 11′ 37″ nord, 5° 43′ 53″ est    |       |
| Immeuble                                                                                  | Grenoble                              | Isère                   | Auvergne-Rhône-Alpes       | inscrit    | « PA00117188 », notice no PA00117188 | 45° 11′ 37″ nord, 5° 43′ 53″ est    |       |
| Église de l'Assomption de Mens                                                            | Mens                                  | Isère                   | Auvergne-Rhône-Alpes       | inscrit    | « PA00117215 », notice no PA00117215 | 44° 49′ 07″ nord, 5° 45′ 06″ est    |       |
| Chartreuse de la Sylve-Bénite                                                             | Villages du Lac de Paladru / Le Pin   | Isère                   | Auvergne-Rhône-Alpes       | inscrit    | « PA00117239 », notice no PA00117239 | 45° 26′ 45″ nord, 5° 28′ 58″ est    |       |
| Prieuré de Salaise-sur-Sanne                                                              | Salaise-sur-Sanne                     | Isère                   | Auvergne-Rhône-Alpes       | inscrit    | « PA00117278 », notice no PA00117278 | 45° 21′ 00″ nord, 4° 49′ 02″ est    |       |
| Abbaye de Château-Chalon                                                                  | Château-Chalon                        | Jura                    | Bourgogne-Franche-Comté    | inscrit    | « PA00101823 », notice no PA00101823 | 46° 45′ 14″ nord, 5° 37′ 27″ est    |       |
| Église Sainte-Croix de Chevigny                                                           | Chevigny                              | Jura                    | Bourgogne-Franche-Comté    | inscrit    | « PA00101830 », notice no PA00101830 | 47° 10′ 32″ nord, 5° 28′ 37″ est    |       |
| Château de Montrambert                                                                    | Dammartin-Marpain                     | Jura                    | Bourgogne-Franche-Comté    | inscrit    | « PA00101840 », notice no PA00101840 | 47° 15′ 07″ nord, 5° 34′ 53″ est    |       |
| Fanum de Pupillin                                                                         | Pupillin                              | Jura                    | Bourgogne-Franche-Comté    | inscrit    | « PA00102004 », notice no PA00102004 | 46° 52′ 11″ nord, 5° 44′ 51″ est    |       |
| Château de Quintigny                                                                      | Quintigny                             | Jura                    | Bourgogne-Franche-Comté    | inscrit    | « PA00102005 », notice no PA00102005 | 46° 44′ 01″ nord, 5° 31′ 35″ est    |       |
| Château de Campet                                                                         | Campet-et-Lamolère                    | Landes                  | Nouvelle-Aquitaine         | inscrit    | « PA00083933 », notice no PA00083933 | 43° 55′ 08″ nord, 0° 37′ 32″ ouest  |       |
| Maison Peyne                                                                              | Laurède                               | Landes                  | Nouvelle-Aquitaine         | inscrit    | « PA00083964 », notice no PA00083964 | 43° 45′ 27″ nord, 0° 47′ 36″ ouest  |       |
| Maison d'arrêt de Mont-de-Marsan                                                          | Mont-de-Marsan                        | Landes                  | Nouvelle-Aquitaine         | inscrit    | « PA00083981 », notice no PA00083981 | 43° 53′ 35″ nord, 0° 30′ 06″ ouest  |       |
| Maison Bastiat                                                                            | Nousse                                | Landes                  | Nouvelle-Aquitaine         | inscrit    | « PA00083990 », notice no PA00083990 | 43° 43′ 01″ nord, 0° 49′ 28″ ouest  |       |
| Église Saint-Pierre d'Artins                                                              | Artins                                | Loir-et-Cher            | Centre-Val de Loire        | classé     | « PA00098322 », notice no PA00098322 | 47° 45′ 28″ nord, 0° 44′ 39″ est    |       |
| Auberge de l'Écu de France                                                                | La Ferté-Beauharnais                  | Loir-et-Cher            | Centre-Val de Loire        | inscrit    | « PA00098434 », notice no PA00098434 | 47° 32′ 34″ nord, 1° 50′ 58″ est    |       |
| Halle de Mer                                                                              | Mer                                   | Loir-et-Cher            | Centre-Val de Loire        | inscrit    | « PA00098487 », notice no PA00098487 | 47° 42′ 15″ nord, 1° 30′ 27″ est    |       |
| Château de Montlivault                                                                    | Montlivault                           | Loir-et-Cher            | Centre-Val de Loire        | inscrit    | « PA00098503 », notice no PA00098503 | 47° 38′ 22″ nord, 1° 26′ 37″ est    |       |
| Locature de la Straize                                                                    | Mur-de-Sologne                        | Loir-et-Cher            | Centre-Val de Loire        | inscrit    | « PA00098525 », notice no PA00098525 | 47° 22′ 47″ nord, 1° 34′ 29″ est    |       |
| Manoir des Couldraies                                                                     | Saint-Georges-sur-Cher                | Loir-et-Cher            | Centre-Val de Loire        | inscrit    | « PA00098578 », notice no PA00098578 | 47° 18′ 54″ nord, 1° 05′ 59″ est    |       |
| Manoir du Bas-Morlu                                                                       | Saint-Romain-sur-Cher                 | Loir-et-Cher            | Centre-Val de Loire        | inscrit    | « PA00098587 », notice no PA00098587 | 47° 19′ 56″ nord, 1° 22′ 31″ est    |       |
| Château de Bellegarde-en-Forez                                                            | Bellegarde-en-Forez                   | Loire                   | Auvergne-Rhône-Alpes       | inscrit    | « PA00117425 », notice no PA00117425 | 45° 38′ 46″ nord, 4° 18′ 10″ est    |       |
| Chapelle Notre-Dame de Bonson                                                             | Bonson                                | Loire                   | Auvergne-Rhône-Alpes       | inscrit    | « PA00117429 », notice no PA00117429 | 45° 31′ 11″ nord, 4° 14′ 28″ est    |       |
| Kiosque à musique de Marengo                                                              | Saint-Étienne                         | Loire                   | Auvergne-Rhône-Alpes       | inscrit    | « PA00117602 », notice no PA00117602 | 45° 26′ 30″ nord, 4° 23′ 13″ est    |       |
| Forges de la Jahotière                                                                    | Abbaretz                              | Loire-Atlantique        | Pays de la Loire           | classé     | « PA00108561 », notice no PA00108561 | 47° 33′ 29″ nord, 1° 26′ 42″ ouest  |       |
| Immeuble                                                                                  | Nantes                                | Loire-Atlantique        | Pays de la Loire           | classé     | « PA00108720 », notice no PA00108720 | 47° 12′ 45″ nord, 1° 33′ 22″ ouest  |       |
| Forge de la Hunaudière                                                                    | Sion-les-Mines                        | Loire-Atlantique        | Pays de la Loire           | classé     | « PA00108826 », notice no PA00108826 | 47° 42′ 52″ nord, 1° 32′ 00″ ouest  |       |
| Halle d'Aschères-le-Marché                                                                | Aschères-le-Marché                    | Loiret                  | Centre-Val de Loire        | inscrit    | « PA00098678 », notice no PA00098678 | 48° 06′ 27″ nord, 2° 00′ 32″ est    |       |
| Église Saint-Étienne de Briare                                                            | Briare                                | Loiret                  | Centre-Val de Loire        | inscrit    | « PA00098722 », notice no PA00098722 | 47° 37′ 58″ nord, 2° 44′ 20″ est    |       |
| Château de Dammarie-en-Puisaye                                                            | Dammarie-en-Puisaye                   | Loiret                  | Centre-Val de Loire        | inscrit    | « PA00098762 », notice no PA00098762 | 47° 37′ 37″ nord, 2° 52′ 20″ est    |       |
| Grange dîmière de Dammarie-en-Puisaye                                                     | Dammarie-en-Puisaye                   | Loiret                  | Centre-Val de Loire        | inscrit    | « PA00098763 », notice no PA00098763 | 47° 37′ 36″ nord, 2° 52′ 24″ est    |       |
| Moulin à vent de Bel-Air                                                                  | Guilly                                | Loiret                  | Centre-Val de Loire        | inscrit    | « PA00098793 », notice no PA00098793 | 47° 47′ 07″ nord, 2° 17′ 56″ est    |       |
| Halle de Lorris                                                                           | Lorris                                | Loiret                  | Centre-Val de Loire        | inscrit    | « PA00098806 », notice no PA00098806 | 47° 53′ 23″ nord, 2° 30′ 56″ est    |       |
| Hôtel Pommeret                                                                            | Orléans                               | Loiret                  | Centre-Val de Loire        | inscrit    | « PA00098853 », notice no PA00098853 | 47° 54′ 09″ nord, 1° 54′ 22″ est    |       |
| Château de Pont-Chevron                                                                   | Ouzouer-sur-Trézée                    | Loiret                  | Centre-Val de Loire        | inscrit    | « PA00098982 », notice no PA00098982 | 47° 41′ 23″ nord, 2° 46′ 12″ est    |       |
| Église Saint-Pierre-ès-Liens de Pannes                                                    | Pannes                                | Loiret                  | Centre-Val de Loire        | inscrit    | « PA00098985 », notice no PA00098985 | 48° 01′ 08″ nord, 2° 40′ 01″ est    |       |
| Halle de Puiseaux                                                                         | Puiseaux                              | Loiret                  | Centre-Val de Loire        | inscrit    | « PA00098995 », notice no PA00098995 | 48° 12′ 17″ nord, 2° 28′ 15″ est    |       |
| Dolmen de la Pierre Luteau                                                                | Ruan                                  | Loiret                  | Centre-Val de Loire        | inscrit    | « PA00098997 », notice no PA00098997 | 48° 12′ 40″ nord, 1° 54′ 41″ est    |       |
| Polissoir des Davaux                                                                      | La Selle-sur-le-Bied                  | Loiret                  | Centre-Val de Loire        | inscrit    | « PA00099021 », notice no PA00099021 | 48° 06′ 25″ nord, 2° 54′ 07″ est    |       |
| Château de Condat                                                                         | Bouziès                               | Lot                     | Occitanie                  | inscrit    | « PA00094988 », notice no PA00094988 | 44° 28′ 56″ nord, 1° 39′ 11″ est    |       |
| Manoir du Rouergou                                                                        | Saint-Médard                          | Lot                     | Occitanie                  | inscrit    | « PA00095246 », notice no PA00095246 | 44° 32′ 57″ nord, 1° 17′ 20″ est    |       |
| Église Saint-Martial de Tauriac                                                           | Tauriac                               | Lot                     | Occitanie                  | classé     | « PA00095267 », notice no PA00095267 | 44° 54′ 23″ nord, 1° 46′ 34″ est    |       |
| Pont de Tauziète                                                                          | Andiran                               | Lot-et-Garonne          | Nouvelle-Aquitaine         | inscrit    | « PA00084066 », notice no PA00084066 | 44° 07′ 18″ nord, 0° 17′ 40″ est    |       |
| Pont du moulin de Paravis                                                                 | Feugarolles                           | Lot-et-Garonne          | Nouvelle-Aquitaine         | inscrit    | « PA00084119 », notice no PA00084119 | 44° 14′ 22″ nord, 0° 22′ 30″ est    |       |
| Château de Gavaudun                                                                       | Gavaudun                              | Lot-et-Garonne          | Nouvelle-Aquitaine         | classé     | « PA00084131 », notice no PA00084131 | 44° 33′ 37″ nord, 0° 53′ 18″ est    |       |
| Pont de Tauziète                                                                          | Nérac                                 | Lot-et-Garonne          | Nouvelle-Aquitaine         | inscrit    | « PA00084199 », notice no PA00084199 | 44° 07′ 18″ nord, 0° 17′ 40″ est    |       |
| Collégiale Notre-Dame-de-la-Carce                                                         | Marvejols                             | Lozère                  | Occitanie                  | inscrit    | « PA00103850 », notice no PA00103850 | 44° 33′ 14″ nord, 3° 17′ 19″ est    |       |
| Chapelle des Beaumes                                                                      | Pied-de-Borne                         | Lozère                  | Occitanie                  | inscrit    | « PA00103892 », notice no PA00103892 | 44° 31′ 18″ nord, 3° 58′ 37″ est    |       |
| Chapelle de la Madeleine de Pied-de-Borne                                                 | Pied-de-Borne                         | Lozère                  | Occitanie                  | inscrit    | « PA00103893 », notice no PA00103893 | 44° 28′ 46″ nord, 3° 59′ 13″ est    |       |
| Église Saint-Pierre de Saint-Pierre-des-Tripiers                                          | Saint-Pierre-des-Tripiers             | Lozère                  | Occitanie                  | inscrit    | « PA00103932 », notice no PA00103932 | 44° 13′ 34″ nord, 3° 16′ 23″ est    |       |
| Chapelle Notre-Dame-de-Cénaret de Saint-Chély-du-Tarn                                     | Sainte-Enimie                         | Lozère                  | Occitanie                  | inscrit    | « PA00103917 », notice no PA00103917 | 44° 20′ 06″ nord, 3° 23′ 02″ est    |       |
| Manoir de Villechien                                                                      | Angers                                | Maine-et-Loire          | Pays de la Loire           | inscrit    | « PA00108937 », notice no PA00108937 | 47° 27′ 49″ nord, 0° 31′ 07″ ouest  |       |
| Logis de la Cuche                                                                         | Les Bois d'Anjou                      | Maine-et-Loire          | Pays de la Loire           | inscrit    | « PA00108992 », notice no PA00108992 | 47° 27′ 28″ nord, 0° 07′ 46″ ouest  |       |
| Logis de la Rosellière                                                                    | Les Bois d'Anjou                      | Maine-et-Loire          | Pays de la Loire           | inscrit    | « PA00108993 », notice no PA00108993 | 47° 27′ 36″ nord, 0° 07′ 29″ ouest  |       |
| Manoir de Grissay                                                                         | Gennes-Val-de-Loire                   | Maine-et-Loire          | Pays de la Loire           | inscrit    | « PA00109046 », notice no PA00109046 | 47° 18′ 25″ nord, 0° 09′ 18″ ouest  |       |
| Camp des Romains                                                                          | Gennes-Val-de-Loire                   | Maine-et-Loire          | Pays de la Loire           | classé     | « PA00109047 », notice no PA00109047 | 47° 18′ 19″ nord, 0° 09′ 43″ ouest  |       |
| Château Bosset                                                                            | Durtal                                | Maine-et-Loire          | Pays de la Loire           | inscrit    | « PA00109091 », notice no PA00109091 | 47° 40′ 14″ nord, 0° 14′ 39″ ouest  |       |
| Manoir Le Châtelet                                                                        | Mazé-Milon                            | Maine-et-Loire          | Pays de la Loire           | inscrit    | « PA00109108 », notice no PA00109108 | 47° 30′ 17″ nord, 0° 14′ 50″ ouest  |       |
| Château de la Cour de Cellières                                                           | Juvardeil                             | Maine-et-Loire          | Pays de la Loire           | inscrit    | « PA00109144 », notice no PA00109144 | 47° 38′ 34″ nord, 0° 30′ 04″ ouest  |       |
| Fossés des Romains                                                                        | Marcé                                 | Maine-et-Loire          | Pays de la Loire           | inscrit    | « PA00109169 », notice no PA00109169 | 47° 35′ 35″ nord, 0° 18′ 25″ ouest  |       |
| Site chaufournier de la Maison-Blanche et de Châteaupanne                                 | Mauges-sur-Loire                      | Maine-et-Loire          | Pays de la Loire           | inscrit    | « PA00109193 », notice no PA00109193 | 47° 22′ 29″ nord, 0° 49′ 44″ ouest  |       |
| Manoir de Gennetay                                                                        | Morannes sur Sarthe-Daumeray          | Maine-et-Loire          | Pays de la Loire           | inscrit    | « PA00109219 », notice no PA00109219 | 47° 46′ 01″ nord, 0° 23′ 28″ ouest  |       |
| Manoir de Châtelaison                                                                     | Doué-en-Anjou                         | Maine-et-Loire          | Pays de la Loire           | inscrit    | « PA00109267 », notice no PA00109267 | 47° 12′ 03″ nord, 0° 22′ 28″ ouest  |       |
| Château de Beaulieu                                                                       | Saumur                                | Maine-et-Loire          | Pays de la Loire           | inscrit    | « PA00109308 », notice no PA00109308 | 47° 14′ 53″ nord, 0° 02′ 48″ ouest  |       |
| Église Saint-Aubin                                                                        | Seiches-sur-le-Loir                   | Maine-et-Loire          | Pays de la Loire           | inscrit    | « PA00109357 », notice no PA00109357 | 47° 34′ 37″ nord, 0° 21′ 48″ ouest  |       |
| Camp du Castel                                                                            | Flamanville                           | Manche                  | Normandie                  | inscrit    | « PA00110399 », notice no PA00110399 | 49° 31′ 41″ nord, 1° 52′ 59″ ouest  |       |
| Corps de garde de la jetée                                                                | Granville                             | Manche                  | Normandie                  | inscrit    | « PA00110416 », notice no PA00110416 | 48° 49′ 51″ nord, 1° 36′ 19″ ouest  |       |
| Corps de garde de Saint-Pair                                                              | Granville                             | Manche                  | Normandie                  | inscrit    | « PA00110417 », notice no PA00110417 | 48° 50′ 00″ nord, 1° 36′ 36″ ouest  |       |
| Casernes du Roc                                                                           | Granville                             | Manche                  | Normandie                  | inscrit    | « PA00110414 », notice no PA00110414 | 48° 50′ 11″ nord, 1° 36′ 27″ ouest  |       |
| Four à rougir les boulets de la pointe du Roc                                             | Granville                             | Manche                  | Normandie                  | inscrit    | « PA00110419 », notice no PA00110419 | 48° 50′ 00″ nord, 1° 36′ 40″ ouest  |       |
| Église Saint-Martin                                                                       | La Lande-d'Airou                      | Manche                  | Normandie                  | classé     | « PA00110437 », notice no PA00110437 | 48° 49′ 04″ nord, 1° 16′ 40″ ouest  |       |
| Manoir de Barville                                                                        | Le Mesnil-au-Val                      | Manche                  | Normandie                  | classé     | « PA00110452 », notice no PA00110452 | 49° 35′ 56″ nord, 1° 31′ 33″ ouest  |       |
| Église Saint-Memmie de Villeneuve                                                         | Villeneuve-Renneville-Chevigny        | Marne                   | Grand Est                  | inscrit    | « PA00078899 », notice no PA00078899 | 48° 55′ 01″ nord, 4° 03′ 41″ est    |       |
| Château de la Cour                                                                        | Ampoigné                              | Mayenne                 | Pays de la Loire           | inscrit    | « PA00109455 », notice no PA00109455 | 47° 48′ 41″ nord, 0° 49′ 27″ ouest  |       |
| Grange seigneuriale de Chéripeau                                                          | Ampoigné                              | Mayenne                 | Pays de la Loire           | inscrit    | « PA00109456 », notice no PA00109456 | 47° 49′ 24″ nord, 0° 51′ 03″ ouest  |       |
| Château de La Boissière                                                                   | La Boissière                          | Mayenne                 | Pays de la Loire           | inscrit    | « PA00109470 », notice no PA00109470 | 47° 46′ 57″ nord, 0° 58′ 34″ ouest  |       |
| Couvent des Ursulines de Château-Gontier                                                  | Château-Gontier                       | Mayenne                 | Pays de la Loire           | inscrit    | « PA00109483 », notice no PA00109483 | 47° 49′ 43″ nord, 0° 41′ 50″ ouest  |       |
| Hôtellerie du Louvre                                                                      | Château-Gontier                       | Mayenne                 | Pays de la Loire           | inscrit    | « PA00109487 », notice no PA00109487 | 47° 49′ 46″ nord, 0° 42′ 03″ ouest  |       |
| Abbaye Notre-Dame d'Évron                                                                 | Évron                                 | Mayenne                 | Pays de la Loire           | inscrit    | « PA00109505 », notice no PA00109505 | 48° 09′ 24″ nord, 0° 24′ 12″ ouest  |       |
| Logis des Éperons                                                                         | Laval                                 | Mayenne                 | Pays de la Loire           | inscrit    | « PA00109539 », notice no PA00109539 | 48° 04′ 02″ nord, 0° 46′ 17″ ouest  |       |
| Manoir de Rouessé                                                                         | Laval                                 | Mayenne                 | Pays de la Loire           | inscrit    | « PA00109549 », notice no PA00109549 | 48° 03′ 48″ nord, 0° 47′ 42″ ouest  |       |
| Château de la Lande de Niafles                                                            | Niafles                               | Mayenne                 | Pays de la Loire           | inscrit    | « PA00109571 », notice no PA00109571 | 47° 51′ 01″ nord, 0° 59′ 43″ ouest  |       |
| Abbaye de Clermont                                                                        | La Brûlatte                           | Mayenne                 | Pays de la Loire           | classé     | « PA00109574 », notice no PA00109574 | 48° 05′ 50″ nord, 0° 56′ 03″ ouest  |       |
| Château de Courceriers                                                                    | Saint-Thomas-de-Courceriers           | Mayenne                 | Pays de la Loire           | inscrit    | « PA00109614 », notice no PA00109614 | 48° 16′ 18″ nord, 0° 15′ 12″ ouest  |       |
| Ossuaire d'Anderny                                                                        | Anderny                               | Meurthe-et-Moselle      | Grand Est                  | inscrit    | « PA00105990 », notice no PA00105990 | 49° 20′ 08″ nord, 5° 52′ 55″ est    |       |
| Ossuaire d'Avillers                                                                       | Avillers                              | Meurthe-et-Moselle      | Grand Est                  | inscrit    | « PA00105992 », notice no PA00105992 | 49° 19′ 19″ nord, 5° 44′ 06″ est    |       |
| Église Saint-Gengoult de Briey                                                            | Briey                                 | Meurthe-et-Moselle      | Grand Est                  | classé     | « PA00106004 », notice no PA00106004 | 49° 14′ 57″ nord, 5° 56′ 17″ est    |       |
| Ossuaire de Conflans-en-Jarnisy                                                           | Conflans-en-Jarnisy                   | Meurthe-et-Moselle      | Grand Est                  | inscrit    | « PA00106014 », notice no PA00106014 | 49° 10′ 09″ nord, 5° 51′ 03″ est    |       |
| Château de Cons-la-Grandville                                                             | Cons-la-Grandville                    | Meurthe-et-Moselle      | Grand Est                  | classé     | « PA00106015 », notice no PA00106015 | 49° 29′ 01″ nord, 5° 42′ 03″ est    |       |
| Prieuré Saint-Michel de Cons-la-Grandville                                                | Cons-la-Grandville                    | Meurthe-et-Moselle      | Grand Est                  | classé     | « PA00106018 », notice no PA00106018 | 49° 28′ 58″ nord, 5° 42′ 01″ est    |       |
| Église Saint-Hubert de Cons-la-Grandville                                                 | Cons-la-Grandville                    | Meurthe-et-Moselle      | Grand Est                  | classé     | « PA00106016 », notice no PA00106016 | 49° 28′ 58″ nord, 5° 42′ 02″ est    |       |
| Ossuaire d'Errouville                                                                     | Errouville                            | Meurthe-et-Moselle      | Grand Est                  | inscrit    | « PA00106026 », notice no PA00106026 | 49° 24′ 57″ nord, 5° 53′ 58″ est    |       |
| Ossuaire de Fresnois-la-Montagne                                                          | Fresnois-la-Montagne                  | Meurthe-et-Moselle      | Grand Est                  | inscrit    | « PA00106036 », notice no PA00106036 | 49° 29′ 40″ nord, 5° 38′ 46″ est    |       |
| Ossuaire de Joppécourt                                                                    | Joppécourt                            | Meurthe-et-Moselle      | Grand Est                  | inscrit    | « PA00106049 », notice no PA00106049 | 49° 23′ 21″ nord, 5° 47′ 50″ est    |       |
| Ossuaire de Jouaville                                                                     | Jouaville                             | Meurthe-et-Moselle      | Grand Est                  | inscrit    | « PA00106050 », notice no PA00106050 | 49° 09′ 37″ nord, 5° 57′ 20″ est    |       |
| Ossuaire de Mercy-le-Haut                                                                 | Mercy-le-Haut                         | Meurthe-et-Moselle      | Grand Est                  | inscrit    | « PA00106092 », notice no PA00106092 | 49° 22′ 13″ nord, 5° 48′ 37″ est    |       |
| Maison de Jean Prouvé                                                                     | Nancy                                 | Meurthe-et-Moselle      | Grand Est                  | classé     | « PA00106294 », notice no PA00106294 | 48° 42′ 03″ nord, 6° 09′ 41″ est    |       |
| Villa Bonnabel                                                                            | Nancy                                 | Meurthe-et-Moselle      | Grand Est                  | inscrit    | « PA00106321 », notice no PA00106321 | 48° 40′ 31″ nord, 6° 10′ 36″ est    |       |
| Maison Grisot dit hôtel de Gormand puis maison des Sœurs Macarons                         | Nancy                                 | Meurthe-et-Moselle      | Grand Est                  | inscrit    | « PA00106271 », notice no PA00106271 | 48° 41′ 21″ nord, 6° 11′ 11″ est    |       |
| Maison de la Monnaie                                                                      | Pont-à-Mousson                        | Meurthe-et-Moselle      | Grand Est                  | inscrit    | « PA00106345 », notice no PA00106345 | 48° 54′ 07″ nord, 6° 03′ 22″ est    |       |
| Ossuaire de Tucquegnieux                                                                  | Tucquegnieux                          | Meurthe-et-Moselle      | Grand Est                  | inscrit    | « PA00106423 », notice no PA00106423 | 49° 17′ 49″ nord, 5° 52′ 56″ est    |       |
| Église prieurale de Varangéville                                                          | Varangéville                          | Meurthe-et-Moselle      | Grand Est                  | classé     | « PA00106427 », notice no PA00106427 | 48° 37′ 59″ nord, 6° 18′ 54″ est    |       |
| Moulin de Kervilio                                                                        | Le Bono                               | Morbihan                | Bretagne                   | inscrit    | « PA00091050 », notice no PA00091050 | 47° 39′ 00″ nord, 2° 55′ 51″ ouest  |       |
| Couvent des Ursulines                                                                     | Le Faouët                             | Morbihan                | Bretagne                   | inscrit    | « PA00091193 », notice no PA00091193 | 48° 01′ 54″ nord, 3° 29′ 26″ ouest  |       |
| Couvent des Carmélites                                                                    | Ploërmel                              | Morbihan                | Bretagne                   | inscrit    | « PA00091498 », notice no PA00091498 | 47° 55′ 54″ nord, 2° 23′ 39″ ouest  |       |
| Ferme du Corboulo                                                                         | Saint-Aignan                          | Morbihan                | Bretagne                   | inscrit    | « PA00091654 », notice no PA00091654 | 48° 10′ 18″ nord, 3° 01′ 04″ ouest  |       |
| Ossuaire d'Ancy-sur-Moselle                                                               | Ancy-sur-Moselle                      | Moselle                 | Grand Est                  | inscrit    | « PA00106720 », notice no PA00106720 | 49° 03′ 21″ nord, 6° 03′ 33″ est    |       |
| Ossuaire de Barst                                                                         | Barst                                 | Moselle                 | Grand Est                  | inscrit    | « PA00106729 », notice no PA00106729 | 49° 04′ 08″ nord, 6° 49′ 56″ est    |       |
| Ossuaire de Bérig-Vintrange                                                               | Bérig-Vintrange                       | Moselle                 | Grand Est                  | inscrit    | « PA00106733 », notice no PA00106733 | 48° 57′ 45″ nord, 6° 41′ 34″ est    |       |
| Ossuaire de Bertrange                                                                     | Bertrange                             | Moselle                 | Grand Est                  | inscrit    | « PA00106734 », notice no PA00106734 | 49° 18′ 26″ nord, 6° 10′ 42″ est    |       |
| Ossuaire de Bettborn                                                                      | Bettborn                              | Moselle                 | Grand Est                  | inscrit    | « PA00106735 », notice no PA00106735 | 48° 48′ 03″ nord, 7° 01′ 15″ est    |       |
| Ossuaire de Boucheporn                                                                    | Boucheporn                            | Moselle                 | Grand Est                  | inscrit    | « PA00106739 », notice no PA00106739 | 49° 08′ 27″ nord, 6° 36′ 33″ est    |       |
| Ossuaire de Cattenom                                                                      | Cattenom                              | Moselle                 | Grand Est                  | inscrit    | « PA00106743 », notice no PA00106743 | 49° 24′ 08″ nord, 6° 14′ 36″ est    |       |
| Ossuaire de Faulquemont                                                                   | Faulquemont                           | Moselle                 | Grand Est                  | inscrit    | « PA00106760 », notice no PA00106760 | 49° 02′ 08″ nord, 6° 35′ 31″ est    |       |
| Ossuaire de Grosbliederstroff                                                             | Grosbliederstroff                     | Moselle                 | Grand Est                  | inscrit    | « PA00106774 », notice no PA00106774 | 49° 09′ 27″ nord, 7° 01′ 48″ est    |       |
| Château de Wendel                                                                         | Hayange                               | Moselle                 | Grand Est                  | inscrit    | « PA00106781 », notice no PA00106781 | 49° 19′ 30″ nord, 6° 04′ 34″ est    |       |
| Ossuaire de Insming                                                                       | Insming                               | Moselle                 | Grand Est                  | inscrit    | « PA00106790 », notice no PA00106790 | 48° 57′ 24″ nord, 6° 52′ 31″ est    |       |
| Ossuaire de Manom                                                                         | Manom                                 | Moselle                 | Grand Est                  | inscrit    | « PA00106802 », notice no PA00106802 | 49° 22′ 10″ nord, 6° 11′ 23″ est    |       |
| Monument du Souvenir Français                                                             | Noisseville                           | Moselle                 | Grand Est                  | classé     | « PA00106928 », notice no PA00106928 | 49° 07′ 46″ nord, 6° 16′ 27″ est    |       |
| Monument du 1er Corps d'Armée allemand                                                    | Retonfey                              | Moselle                 | Grand Est                  | classé     | « PA00106974 », notice no PA00106974 | 49° 07′ 42″ nord, 6° 16′ 38″ est    |       |
| Abbaye de Sturzelbronn                                                                    | Sturzelbronn                          | Moselle                 | Grand Est                  | inscrit    | « PA00107007 », notice no PA00107007 | 49° 03′ 22″ nord, 7° 35′ 04″ est    |       |
| Château de Sauvages                                                                       | Beaumont-la-Ferrière                  | Nièvre                  | Bourgogne-Franche-Comté    | inscrit    | « PA00112804 », notice no PA00112804 | 47° 10′ 44″ nord, 3° 13′ 31″ est    |       |
| Église Saint-Pierre de Cercy-la-Tour                                                      | Cercy-la-Tour                         | Nièvre                  | Bourgogne-Franche-Comté    | inscrit    | « PA00112815 », notice no PA00112815 | 46° 52′ 09″ nord, 3° 38′ 46″ est    |       |
| Château de Chitry-les-Mines                                                               | Chitry-les-Mines                      | Nièvre                  | Bourgogne-Franche-Comté    | classé     | « PA00112846 », notice no PA00112846 | 47° 15′ 32″ nord, 3° 39′ 03″ est    |       |
| Chapelle Saint-Pierre-aux-Liens de Mont-Sabot                                             | Neuffontaines                         | Nièvre                  | Bourgogne-Franche-Comté    | inscrit    | « PA00112930 », notice no PA00112930 | 47° 21′ 15″ nord, 3° 44′ 14″ est    |       |
| Château de Mocques                                                                        | Saint-Martin-sur-Nohain               | Nièvre                  | Bourgogne-Franche-Comté    | inscrit    | « PA00113006 », notice no PA00113006 | 47° 22′ 37″ nord, 2° 58′ 21″ est    |       |
| Commanderie de Villemoison                                                                | Saint-Père                            | Nièvre                  | Bourgogne-Franche-Comté    | inscrit    | « PA00113010 », notice no PA00113010 | 47° 24′ 34″ nord, 2° 59′ 07″ est    |       |
| Château du Vert-Bois                                                                      | Bondues                               | Nord                    | Hauts-de-France            | inscrit    | « PA00107380 », notice no PA00107380 | 50° 42′ 43″ nord, 3° 06′ 53″ est    |       |
| Château de Bailleul et immeubles accolés                                                  | Condé-sur-l'Escaut                    | Nord                    | Hauts-de-France            | inscrit    | « PA00107436 », notice no PA00107436 | 50° 26′ 58″ nord, 3° 35′ 26″ est    |       |
| Maison                                                                                    | Dunkerque                             | Nord                    | Hauts-de-France            | inscrit    | « PA00107493 », notice no PA00107493 | 51° 02′ 00″ nord, 2° 22′ 40″ est    |       |
| Château                                                                                   | Esquelbecq                            | Nord                    | Hauts-de-France            | classé     | « PA00107517 », notice no PA00107517 | 50° 53′ 07″ nord, 2° 25′ 47″ est    |       |
| Château et Ferme d'en Haut                                                                | Jenlain                               | Nord                    | Hauts-de-France            | inscrit    | « PA00107558 », notice no PA00107558 | 50° 18′ 33″ nord, 3° 37′ 32″ est    |       |
| Maisons                                                                                   | Lille                                 | Nord                    | Hauts-de-France            | classé     | « PA00107717 », notice no PA00107717 | 50° 38′ 27″ nord, 3° 04′ 06″ est    |       |
| Immeuble                                                                                  | Lille                                 | Nord                    | Hauts-de-France            | inscrit    | « PA00107634 », notice no PA00107634 | 50° 38′ 15″ nord, 3° 04′ 08″ est    |       |
| Immeubles                                                                                 | Lille                                 | Nord                    | Hauts-de-France            | inscrit    | « PA00107618 », notice no PA00107618 | 50° 38′ 36″ nord, 3° 03′ 38″ est    |       |
| Immeuble                                                                                  | Lille                                 | Nord                    | Hauts-de-France            | inscrit    | « PA00107635 », notice no PA00107635 | 50° 38′ 34″ nord, 3° 04′ 00″ est    |       |
| Immeuble                                                                                  | Lille                                 | Nord                    | Hauts-de-France            | inscrit    | « PA00107654 », notice no PA00107654 | 50° 38′ 36″ nord, 3° 03′ 39″ est    |       |
| Maisons                                                                                   | Lille                                 | Nord                    | Hauts-de-France            | inscrit    | « PA00107682 », notice no PA00107682 | 50° 38′ 38″ nord, 3° 03′ 38″ est    |       |
| Maisons                                                                                   | Lille                                 | Nord                    | Hauts-de-France            | inscrit    | « PA00107706 », notice no PA00107706 | 50° 38′ 37″ nord, 3° 03′ 41″ est    |       |
| Immeuble                                                                                  | Lille                                 | Nord                    | Hauts-de-France            | inscrit    | « PA00107652 », notice no PA00107652 | 50° 38′ 35″ nord, 3° 03′ 48″ est    |       |
| Maisons                                                                                   | Lille                                 | Nord                    | Hauts-de-France            | inscrit    | « PA00107680 », notice no PA00107680 | 50° 38′ 30″ nord, 3° 04′ 05″ est    |       |
| Maison                                                                                    | Lille                                 | Nord                    | Hauts-de-France            | inscrit    | « PA00107687 », notice no PA00107687 | 50° 37′ 26″ nord, 3° 02′ 22″ est    |       |
| Église Saint-Étienne                                                                      | Lille                                 | Nord                    | Hauts-de-France            | classé     | « PA00107580 », notice no PA00107580 | 50° 38′ 07″ nord, 3° 03′ 35″ est    |       |
| Maisons faisant partie du Rang des Arbalétriers                                           | Lille                                 | Nord                    | Hauts-de-France            | classé     | « PA00107676 », notice no PA00107676 | 50° 38′ 27″ nord, 3° 04′ 04″ est    |       |
| Maison                                                                                    | Lille                                 | Nord                    | Hauts-de-France            | inscrit    | « PA00107707 », notice no PA00107707 | 50° 38′ 37″ nord, 3° 03′ 42″ est    |       |
| Hôtel particulier                                                                         | Lille                                 | Nord                    | Hauts-de-France            | inscrit    | « PA00107613 », notice no PA00107613 | 50° 38′ 35″ nord, 3° 03′ 13″ est    |       |
| Immeubles                                                                                 | Lille                                 | Nord                    | Hauts-de-France            | inscrit    | « PA00107653 », notice no PA00107653 | 50° 38′ 36″ nord, 3° 03′ 38″ est    |       |
| Immeuble                                                                                  | Lille                                 | Nord                    | Hauts-de-France            | inscrit    | « PA00107655 », notice no PA00107655 | 50° 38′ 37″ nord, 3° 03′ 40″ est    |       |
| Maison                                                                                    | Lille                                 | Nord                    | Hauts-de-France            | inscrit    | « PA00107705 », notice no PA00107705 | 50° 38′ 38″ nord, 3° 03′ 41″ est    |       |
| Église Saint-Vincent                                                                      | Marcq-en-Barœul                       | Nord                    | Hauts-de-France            | inscrit    | « PA00107738 », notice no PA00107738 | 50° 40′ 35″ nord, 3° 05′ 28″ est    |       |
| Écluse d'Hachette                                                                         | Maroilles                             | Nord                    | Hauts-de-France            | inscrit    | « PA00107740 », notice no PA00107740 | 50° 09′ 21″ nord, 3° 45′ 42″ est    |       |
| Château de Bernicourt                                                                     | Roost-Warendin                        | Nord                    | Hauts-de-France            | inscrit    | « PA00107788 », notice no PA00107788 | 50° 25′ 22″ nord, 3° 06′ 12″ est    |       |
| Église Saint-Sylvestre de Rubrouck                                                        | Rubrouck                              | Nord                    | Hauts-de-France            | classé     | « PA00107792 », notice no PA00107792 | 50° 50′ 21″ nord, 2° 21′ 17″ est    |       |
| Abbaye de Vaucelles                                                                       | Les Rues-des-Vignes                   | Nord                    | Hauts-de-France            | classé     | « PA00107794 », notice no PA00107794 | 50° 04′ 36″ nord, 3° 13′ 22″ est    |       |
| Citadelle                                                                                 | Valenciennes                          | Nord                    | Hauts-de-France            | inscrit    | « PA00107847 », notice no PA00107847 | 50° 21′ 28″ nord, 3° 30′ 55″ est    |       |
| Église Saint-Martin de Wormhout                                                           | Wormhout                              | Nord                    | Hauts-de-France            | classé     | « PA00107893 », notice no PA00107893 | 50° 52′ 52″ nord, 2° 28′ 06″ est    |       |
| Ferme de Saint-Julien-Le-Pauvre                                                           | Bailleul-le-Soc                       | Oise                    | Hauts-de-France            | inscrit    | « PA00114491 », notice no PA00114491 | 49° 24′ 37″ nord, 2° 36′ 10″ est    |       |
| Bureau des Pauvres                                                                        | Beauvais                              | Oise                    | Hauts-de-France            | classé     | « PA00114501 », notice no PA00114501 | 49° 26′ 02″ nord, 2° 05′ 13″ est    |       |
| Église Notre-Dame d'Ève                                                                   | Ève                                   | Oise                    | Hauts-de-France            | classé     | « PA00114681 », notice no PA00114681 | 49° 05′ 25″ nord, 2° 42′ 14″ est    |       |
| Château d'Hannaches                                                                       | Hannaches                             | Oise                    | Hauts-de-France            | inscrit    | « PA00114710 », notice no PA00114710 | 49° 29′ 55″ nord, 1° 48′ 25″ est    |       |
| Château de Saint-Remy-en-l'Eau                                                            | Saint-Remy-en-l'Eau                   | Oise                    | Hauts-de-France            | inscrit    | « PA00114874 », notice no PA00114874 | 49° 27′ 57″ nord, 2° 25′ 39″ est    |       |
| Château royal de Senlis et prieuré Saint-Maurice                                          | Senlis                                | Oise                    | Hauts-de-France            | inscrit    | « PA00114885 », notice no PA00114885 | 49° 12′ 27″ nord, 2° 35′ 03″ est    |       |
| Hôtel du Haubergier                                                                       | Senlis                                | Oise                    | Hauts-de-France            | classé     | « PA00114896 », notice no PA00114896 | 49° 12′ 17″ nord, 2° 35′ 05″ est    |       |
| Hôtel Germain - Hôtel Regnard et Bruslé                                                   | Senlis                                | Oise                    | Hauts-de-France            | inscrit    | « PA00114895 », notice no PA00114895 | 49° 12′ 26″ nord, 2° 34′ 51″ est    |       |
| Chantrerie Saint-Rieul                                                                    | Senlis                                | Oise                    | Hauts-de-France            | inscrit    | « PA00114884 », notice no PA00114884 | 49° 12′ 28″ nord, 2° 35′ 11″ est    |       |
| Usine d'aiguilles de Mérouvel                                                             | L'Aigle                               | Orne                    | Normandie                  | inscrit    | « PA00110688 », notice no PA00110688 | 48° 45′ 54″ nord, 0° 36′ 51″ est    |       |
| Petit hôtel Colombel                                                                      | L'Aigle                               | Orne                    | Normandie                  | inscrit    | « PA00110686 », notice no PA00110686 | 48° 45′ 58″ nord, 0° 37′ 37″ est    |       |
| Pharmacie Pesche                                                                          | Alençon                               | Orne                    | Normandie                  | inscrit    | « PA00110709 », notice no PA00110709 | 48° 25′ 50″ nord, 0° 05′ 08″ est    |       |
| Église Saint-Sauveur de Bellême                                                           | Bellême                               | Orne                    | Normandie                  | inscrit    | « PA00110741 », notice no PA00110741 | 48° 22′ 36″ nord, 0° 33′ 37″ est    |       |
| Bornes de la forêt d'Écouves                                                              | Le Bouillon                           | Orne                    | Normandie                  | inscrit    | « PA00110751 », notice no PA00110751 | 48° 32′ 55″ nord, 0° 04′ 43″ est    |       |
| Forges de Varennes                                                                        | Champsecret                           | Orne                    | Normandie                  | classé     | « PA00110771 », notice no PA00110771 | 48° 37′ 50″ nord, 0° 35′ 45″ ouest  |       |
| Bornes de la forêt d'Écouves                                                              | La Chapelle-près-Sées                 | Orne                    | Normandie                  | inscrit    | « PA00110774 », notice no PA00110774 |                                     |       |
| Camp du Bas de la Courbe                                                                  | La Courbe                             | Orne                    | Normandie                  | inscrit    | « PA00110783 », notice no PA00110783 | 48° 44′ 41″ nord, 0° 11′ 17″ ouest  |       |
| Camp du Haut du Château                                                                   | La Courbe                             | Orne                    | Normandie                  | inscrit    | « PA00110784 », notice no PA00110784 | 48° 44′ 24″ nord, 0° 11′ 53″ ouest  |       |
| Bornes de la forêt d'Écouves                                                              | La Ferrière-Béchet                    | Orne                    | Normandie                  | inscrit    | « PA00110804 », notice no PA00110804 | 48° 33′ 34″ nord, 0° 04′ 26″ est    |       |
| Bornes de la forêt d'Écouves                                                              | Fontenai-les-Louvets                  | Orne                    | Normandie                  | inscrit    | « PA00110810 », notice no PA00110810 | 48° 33′ 07″ nord, 0° 01′ 08″ est    |       |
| Bornes de la forêt d'Écouves                                                              | La Lande-de-Goult                     | Orne                    | Normandie                  | inscrit    | « PA00110831 », notice no PA00110831 | 48° 34′ 28″ nord, 0° 02′ 20″ ouest  |       |
| Château de la Cour                                                                        | Ménil-Gondouin                        | Orne                    | Normandie                  | inscrit    | « PA00110852 », notice no PA00110852 | 48° 45′ 28″ nord, 0° 17′ 19″ ouest  |       |
| Bornes de la forêt d'Écouves                                                              | Radon                                 | Orne                    | Normandie                  | inscrit    | « PA00110895 », notice no PA00110895 | 48° 31′ 22″ nord, 0° 04′ 55″ est    |       |
| Manoir de Boiscorde                                                                       | Rémalard                              | Orne                    | Normandie                  | inscrit    | « PA00110899 », notice no PA00110899 | 48° 27′ 23″ nord, 0° 46′ 54″ est    |       |
| Bornes de la forêt d'Écouves                                                              | Rouperroux                            | Orne                    | Normandie                  | inscrit    | « PA00110905 », notice no PA00110905 |                                     |       |
| Bornes de la forêt d'Écouves                                                              | Saint-Didier-sous-Écouves             | Orne                    | Normandie                  | inscrit    | « PA00110919 », notice no PA00110919 | 48° 33′ 15″ nord, 0° 00′ 40″ ouest  |       |
| Bornes de la forêt d'Écouves                                                              | Saint-Gervais-du-Perron               | Orne                    | Normandie                  | inscrit    | « PA00110923 », notice no PA00110923 | 48° 32′ 48″ nord, 0° 06′ 13″ est    |       |
| Bornes de la forêt d'Écouves                                                              | Saint-Nicolas-des-Bois                | Orne                    | Normandie                  | inscrit    | « PA00110934 », notice no PA00110934 | 48° 30′ 37″ nord, 0° 02′ 05″ est    |       |
| Bornes de la forêt d'Écouves                                                              | Tanville                              | Orne                    | Normandie                  | inscrit    | « PA00110954 », notice no PA00110954 | 48° 33′ 15″ nord, 0° 00′ 40″ ouest  |       |
| Filature de Rochefort                                                                     | Tinchebray                            | Orne                    | Normandie                  | inscrit    | « PA00110958 », notice no PA00110958 | 48° 45′ 24″ nord, 0° 43′ 01″ ouest  |       |
| Bornes de la forêt d'Écouves                                                              | Vingt-Hanaps                          | Orne                    | Normandie                  | inscrit    | « PA00110970 », notice no PA00110970 | 48° 31′ 36″ nord, 0° 06′ 26″ est    |       |
| Palais de la Porte Dorée                                                                  | 12e arrondissement de Paris           | Paris                   | Île-de-France              | inscrit    | « PA00086583 », notice no PA00086583 | 48° 50′ 07″ nord, 2° 24′ 34″ est    |       |
| École normale de musique de Paris                                                         | 17e arrondissement de Paris           | Paris                   | Île-de-France              | inscrit    | « PA00086721 », notice no PA00086721 | 48° 53′ 02″ nord, 2° 18′ 32″ est    |       |
| Couvent des Feuillants                                                                    | 1er arrondissement de Paris           | Paris                   | Île-de-France              | inscrit    | « PA00085792 », notice no PA00085792 | 48° 51′ 58″ nord, 2° 19′ 45″ est    |       |
| Immeuble                                                                                  | 2e arrondissement de Paris            | Paris                   | Île-de-France              | inscrit    | « PA00086047 », notice no PA00086047 | 48° 51′ 58″ nord, 2° 20′ 45″ est    |       |
| Palais Brongniart                                                                         | 2e arrondissement de Paris            | Paris                   | Île-de-France              | inscrit    | « PA00086010 », notice no PA00086010 | 48° 52′ 09″ nord, 2° 20′ 28″ est    |       |
| Collège Pierre-Jean-de-Béranger                                                           | 3e arrondissement de Paris            | Paris                   | Île-de-France              | inscrit    | « PA00086107 », notice no PA00086107 | 48° 51′ 53″ nord, 2° 21′ 51″ est    |       |
| Passage Vendôme                                                                           | 3e arrondissement de Paris            | Paris                   | Île-de-France              | inscrit    | « PA00086231 », notice no PA00086231 | 48° 51′ 58″ nord, 2° 21′ 51″ est    |       |
| École communale                                                                           | 3e arrondissement de Paris            | Paris                   | Île-de-France              | inscrit    | « PA00086109 », notice no PA00086109 | 48° 51′ 53″ nord, 2° 21′ 51″ est    |       |
| Hôtel d'Hozier                                                                            | 3e arrondissement de Paris            | Paris                   | Île-de-France              | inscrit    | « PA00086137 », notice no PA00086137 | 48° 51′ 40″ nord, 2° 21′ 47″ est    |       |
| Synagogue de la rue des Tournelles                                                        | 4e arrondissement de Paris            | Paris                   | Île-de-France              | classé     | « PA00086478 », notice no PA00086478 | 48° 51′ 19″ nord, 2° 22′ 01″ est    |       |
| Hôtel du Jeu de Paume                                                                     | 4e arrondissement de Paris            | Paris                   | Île-de-France              | inscrit    | « PA00086467 », notice no PA00086467 | 48° 51′ 07″ nord, 2° 21′ 22″ est    |       |
| Imprimerie royale de musique                                                              | 5e arrondissement de Paris            | Paris                   | Île-de-France              | inscrit    | « PA00088475 », notice no PA00088475 | 48° 50′ 52″ nord, 2° 20′ 49″ est    |       |
| Immeuble                                                                                  | 6e arrondissement de Paris            | Paris                   | Île-de-France              | inscrit    | « PA00088555 », notice no PA00088555 | 48° 51′ 14″ nord, 2° 20′ 11″ est    |       |
| Cour du Commerce-Saint-André                                                              | 6e arrondissement de Paris            | Paris                   | Île-de-France              | inscrit    | « PA00088654 », notice no PA00088654 | 48° 51′ 11″ nord, 2° 20′ 21″ est    |       |
| Immeuble et chapelle de la Congrégation de la Mission des Lazaristes                      | 6e arrondissement de Paris            | Paris                   | Île-de-France              | inscrit    | « PA00088638 », notice no PA00088638 | 48° 50′ 56″ nord, 2° 19′ 18″ est    |       |
| Restaurant des Saints-Pères                                                               | 6e arrondissement de Paris            | Paris                   | Île-de-France              | inscrit    | « PA00088660 », notice no PA00088660 | 48° 51′ 15″ nord, 2° 19′ 50″ est    |       |
| Hôtel de Rohan-Chabot                                                                     | 7e arrondissement de Paris            | Paris                   | Île-de-France              | inscrit    | « PA00088732 », notice no PA00088732 | 48° 51′ 17″ nord, 2° 19′ 11″ est    |       |
| Hôtel de Sommery                                                                          | 7e arrondissement de Paris            | Paris                   | Île-de-France              | inscrit    | « PA00088740 », notice no PA00088740 | 48° 51′ 27″ nord, 2° 19′ 04″ est    |       |
| Cité Berryer                                                                              | 8e arrondissement de Paris            | Paris                   | Île-de-France              | inscrit    | « PA00088811 », notice no PA00088811 | 48° 52′ 09″ nord, 2° 19′ 22″ est    |       |
| Galerie de la Madeleine                                                                   | 8e arrondissement de Paris            | Paris                   | Île-de-France              | inscrit    | « PA00088815 », notice no PA00088815 | 48° 52′ 11″ nord, 2° 19′ 23″ est    |       |
| Lycée Chaptal                                                                             | 8e arrondissement de Paris            | Paris                   | Île-de-France              | inscrit    | « PA00088868 », notice no PA00088868 | 48° 52′ 53″ nord, 2° 19′ 12″ est    |       |
| Grande synagogue de Paris                                                                 | 9e arrondissement de Paris            | Paris                   | Île-de-France              | classé     | « PA00089001 », notice no PA00089001 | 48° 52′ 31″ nord, 2° 20′ 11″ est    |       |
| Hôtel Cromot du Bourg                                                                     | 9e arrondissement de Paris            | Paris                   | Île-de-France              | inscrit    | « PA00088914 », notice no PA00088914 | 48° 52′ 30″ nord, 2° 20′ 35″ est    |       |
| Maison                                                                                    | Arras                                 | Pas-de-Calais           | Hauts-de-France            | inscrit    | « PA00107993 », notice no PA00107993 | 50° 17′ 38″ nord, 2° 46′ 38″ est    |       |
| Château d'Ordre                                                                           | Baincthun                             | Pas-de-Calais           | Hauts-de-France            | inscrit    | « PA00108190 », notice no PA00108190 | 50° 42′ 53″ nord, 1° 41′ 54″ est    |       |
| Moulin de Beuvry                                                                          | Beuvry                                | Pas-de-Calais           | Hauts-de-France            | inscrit    | « PA00108209 », notice no PA00108209 | 50° 30′ 39″ nord, 2° 40′ 57″ est    |       |
| Abbaye de Clairmarais                                                                     | Clairmarais                           | Pas-de-Calais           | Hauts-de-France            | inscrit    | « PA00108253 », notice no PA00108253 | 50° 46′ 08″ nord, 2° 18′ 20″ est    |       |
| Château d'Hesdigneul-lès-Béthune                                                          | Hesdigneul-lès-Béthune                | Pas-de-Calais           | Hauts-de-France            | inscrit    | « PA00108307 », notice no PA00108307 | 50° 30′ 02″ nord, 2° 35′ 45″ est    |       |
| Chapelle Sainte-Bertille de Marœuil                                                       | Marœuil                               | Pas-de-Calais           | Hauts-de-France            | inscrit    | « PA00108341 », notice no PA00108341 | 50° 19′ 20″ nord, 2° 42′ 32″ est    |       |
| Ferme de Bedouâtre                                                                        | Saint-Martin-Boulogne                 | Pas-de-Calais           | Hauts-de-France            | inscrit    | « PA00108399 », notice no PA00108399 | 50° 44′ 00″ nord, 1° 39′ 27″ est    |       |
| Église Saint-Prix de Bertignat                                                            | Bertignat                             | Puy-de-Dôme             | Auvergne-Rhône-Alpes       | inscrit    | « PA00091890 », notice no PA00091890 | 45° 37′ 07″ nord, 3° 40′ 52″ est    |       |
| Église Saint-Pierre-aux-Liens de Chaméane                                                 | Chaméane                              | Puy-de-Dôme             | Auvergne-Rhône-Alpes       | inscrit    | « PA00091942 », notice no PA00091942 | 45° 30′ 45″ nord, 3° 27′ 04″ est    |       |
| Fontaine du Terrail                                                                       | Clermont-Ferrand                      | Puy-de-Dôme             | Auvergne-Rhône-Alpes       | inscrit    | « PA00091994 », notice no PA00091994 | 45° 46′ 42″ nord, 3° 05′ 15″ est    |       |
| Immeuble                                                                                  | Clermont-Ferrand                      | Puy-de-Dôme             | Auvergne-Rhône-Alpes       | inscrit    | « PA00092013 », notice no PA00092013 | 45° 46′ 44″ nord, 3° 05′ 01″ est    |       |
| Opéra municipal                                                                           | Clermont-Ferrand                      | Puy-de-Dôme             | Auvergne-Rhône-Alpes       | inscrit    | « PA00092039 », notice no PA00092039 | 45° 46′ 39″ nord, 3° 04′ 57″ est    |       |
| Hôtel Pradal                                                                              | Clermont-Ferrand                      | Puy-de-Dôme             | Auvergne-Rhône-Alpes       | inscrit    | « PA00092056 », notice no PA00092056 | 45° 47′ 36″ nord, 3° 06′ 51″ est    |       |
| Église Saint-Pierre-des-Minimes                                                           | Clermont-Ferrand                      | Puy-de-Dôme             | Auvergne-Rhône-Alpes       | inscrit    | « PA00091992 », notice no PA00091992 | 45° 46′ 38″ nord, 3° 04′ 55″ est    |       |
| Fontaine au linteau sculpté                                                               | Clermont-Ferrand                      | Puy-de-Dôme             | Auvergne-Rhône-Alpes       | inscrit    | « PA00091995 », notice no PA00091995 | 45° 46′ 50″ nord, 3° 05′ 20″ est    |       |
| Maison                                                                                    | Clermont-Ferrand                      | Puy-de-Dôme             | Auvergne-Rhône-Alpes       | inscrit    | « PA00092028 », notice no PA00092028 | 45° 46′ 49″ nord, 3° 05′ 16″ est    |       |
| Maison                                                                                    | Clermont-Ferrand                      | Puy-de-Dôme             | Auvergne-Rhône-Alpes       | inscrit    | « PA00092030 », notice no PA00092030 | 45° 46′ 42″ nord, 3° 05′ 15″ est    |       |
| Immeuble                                                                                  | Clermont-Ferrand                      | Puy-de-Dôme             | Auvergne-Rhône-Alpes       | inscrit    | « PA00092015 », notice no PA00092015 | 45° 46′ 39″ nord, 3° 05′ 16″ est    |       |
| Immeuble                                                                                  | Clermont-Ferrand                      | Puy-de-Dôme             | Auvergne-Rhône-Alpes       | inscrit    | « PA00092018 », notice no PA00092018 | 45° 46′ 42″ nord, 3° 05′ 01″ est    |       |
| Maison                                                                                    | Clermont-Ferrand                      | Puy-de-Dôme             | Auvergne-Rhône-Alpes       | inscrit    | « PA00092029 », notice no PA00092029 | 45° 46′ 49″ nord, 3° 05′ 16″ est    |       |
| Immeuble                                                                                  | Clermont-Ferrand                      | Puy-de-Dôme             | Auvergne-Rhône-Alpes       | inscrit    | « PA00092010 », notice no PA00092010 | 45° 46′ 44″ nord, 3° 05′ 02″ est    |       |
| Thermes du Mont-Dore                                                                      | Mont-Dore                             | Puy-de-Dôme             | Auvergne-Rhône-Alpes       | inscrit    | « PA00092193 », notice no PA00092193 | 45° 34′ 26″ nord, 2° 48′ 39″ est    |       |
| Escalier et fontaine de Chazerat                                                          | Riom                                  | Puy-de-Dôme             | Auvergne-Rhône-Alpes       | inscrit    | « PA00092270 », notice no PA00092270 | 45° 53′ 45″ nord, 3° 06′ 52″ est    |       |
| Église Sainte-Claire de Saint-Hérent                                                      | Saint-Hérent                          | Puy-de-Dôme             | Auvergne-Rhône-Alpes       | inscrit    | « PA00092362 », notice no PA00092362 | 45° 27′ 28″ nord, 3° 09′ 12″ est    |       |
| Maison de l'Homme des Bois                                                                | Thiers                                | Puy-de-Dôme             | Auvergne-Rhône-Alpes       | classé     | « PA00092436 », notice no PA00092436 | 45° 51′ 12″ nord, 3° 32′ 51″ est    |       |
| Croix de cimetière d'Ahaxe                                                                | Ahaxe-Alciette-Bascassan              | Pyrénées-Atlantiques    | Nouvelle-Aquitaine         | inscrit    | « PA00084302 », notice no PA00084302 | 43° 09′ 01″ nord, 1° 09′ 51″ ouest  |       |
| Église Saint-Sauveur d'Alciette                                                           | Ahaxe-Alciette-Bascassan              | Pyrénées-Atlantiques    | Nouvelle-Aquitaine         | inscrit    | « PA00084304 », notice no PA00084304 | 43° 08′ 53″ nord, 1° 09′ 18″ ouest  |       |
| Église Saint-Orens de Bosdarros                                                           | Bosdarros                             | Pyrénées-Atlantiques    | Nouvelle-Aquitaine         | inscrit    | « PA00084363 », notice no PA00084363 | 43° 12′ 39″ nord, 0° 21′ 42″ ouest  |       |
| Croix de carrefour de Sarrasquette                                                        | Bussunarits-Sarrasquette              | Pyrénées-Atlantiques    | Nouvelle-Aquitaine         | inscrit    | « PA00084367 », notice no PA00084367 | 43° 10′ 05″ nord, 1° 09′ 28″ ouest  |       |
| Croix de carrefour de Bussunarits-Sarrasquette                                            | Bussunarits-Sarrasquette              | Pyrénées-Atlantiques    | Nouvelle-Aquitaine         | inscrit    | « PA00084368 », notice no PA00084368 | 43° 09′ 48″ nord, 1° 10′ 04″ ouest  |       |
| Croix de Ciboure                                                                          | Ciboure                               | Pyrénées-Atlantiques    | Nouvelle-Aquitaine         | inscrit    | « PA00084375 », notice no PA00084375 | 43° 23′ 01″ nord, 1° 40′ 30″ ouest  |       |
| Église Notre-Dame de Bordagain                                                            | Ciboure                               | Pyrénées-Atlantiques    | Nouvelle-Aquitaine         | inscrit    | « PA00084377 », notice no PA00084377 | 43° 23′ 01″ nord, 1° 40′ 33″ ouest  |       |
| Église Saint-Martin de Lasserre                                                           | Lasserre                              | Pyrénées-Atlantiques    | Nouvelle-Aquitaine         | inscrit    | « PA00084427 », notice no PA00084427 | 43° 30′ 55″ nord, 0° 04′ 59″ ouest  |       |
| Église Notre-Dame-de-l'Assomption de Lasseube                                             | Lasseube                              | Pyrénées-Atlantiques    | Nouvelle-Aquitaine         | inscrit    | « PA00084428 », notice no PA00084428 | 43° 13′ 17″ nord, 0° 28′ 42″ ouest  |       |
| Séminaire Sainte-Marie                                                                    | Oloron-Sainte-Marie                   | Pyrénées-Atlantiques    | Nouvelle-Aquitaine         | inscrit    | « PA00084469 », notice no PA00084469 | 43° 11′ 14″ nord, 0° 36′ 39″ ouest  |       |
| Hôtel de ville d'Oloron-Sainte-Marie                                                      | Oloron-Sainte-Marie                   | Pyrénées-Atlantiques    | Nouvelle-Aquitaine         | inscrit    | « PA00084467 », notice no PA00084467 | 43° 11′ 23″ nord, 0° 36′ 21″ ouest  |       |
| Hôtel de Peyre                                                                            | Pau                                   | Pyrénées-Atlantiques    | Nouvelle-Aquitaine         | inscrit    | « PA00084486 », notice no PA00084486 | 43° 17′ 41″ nord, 0° 22′ 28″ ouest  |       |
| Chapelle Saint-Blaise de Saint-Jean-le-Vieux                                              | Saint-Jean-le-Vieux                   | Pyrénées-Atlantiques    | Nouvelle-Aquitaine         | inscrit    | « PA00084500 », notice no PA00084500 | 43° 10′ 08″ nord, 1° 11′ 16″ ouest  |       |
| Pont d'Amotz                                                                              | Saint-Pée-sur-Nivelle                 | Pyrénées-Atlantiques    | Nouvelle-Aquitaine         | inscrit    | « PA00084515 », notice no PA00084515 | 43° 19′ 08″ nord, 1° 32′ 07″ ouest  |       |
| Château d'Haïtze                                                                          | Ustaritz                              | Pyrénées-Atlantiques    | Nouvelle-Aquitaine         | inscrit    | « PA00084540 », notice no PA00084540 | 43° 23′ 47″ nord, 1° 27′ 43″ ouest  |       |
| Hôtel de ville d'Arles-sur-Tech                                                           | Arles-sur-Tech                        | Pyrénées-Orientales     | Occitanie                  | inscrit    | « PA00103964 », notice no PA00103964 | 42° 27′ 18″ nord, 2° 38′ 07″ est    |       |
| Hôtel Belvédère du Rayon vert                                                             | Cerbère                               | Pyrénées-Orientales     | Occitanie                  | inscrit    | « PA00103988 », notice no PA00103988 | 42° 26′ 38″ nord, 3° 10′ 03″ est    |       |
| Hospice Saint-Jacques                                                                     | Ille-sur-Têt                          | Pyrénées-Orientales     | Occitanie                  | classé     | « PA00104039 », notice no PA00104039 | 42° 40′ 22″ nord, 2° 37′ 16″ est    |       |
| Église Saint-Jacques                                                                      | Perpignan                             | Pyrénées-Orientales     | Occitanie                  | classé     | « PA00104075 », notice no PA00104075 | 42° 41′ 55″ nord, 2° 54′ 09″ est    |       |
| Église Saint-Marcel de Flassa                                                             | Serdinya                              | Pyrénées-Orientales     | Occitanie                  | classé     | « PA00104130 », notice no PA00104130 | 42° 33′ 59″ nord, 2° 19′ 13″ est    |       |
| Conjurador de Serralongue                                                                 | Serralongue                           | Pyrénées-Orientales     | Occitanie                  | inscrit    | « PA00104131 », notice no PA00104131 | 42° 23′ 55″ nord, 2° 33′ 23″ est    |       |
| Église Saint-Julien-et-Sainte-Baselisse de Vinça                                          | Vinça                                 | Pyrénées-Orientales     | Occitanie                  | classé     | « PA00104180 », notice no PA00104180 | 42° 38′ 44″ nord, 2° 31′ 42″ est    |       |
| Villa Déramond-Barre                                                                      | Saint-Denis                           | La Réunion              | La Réunion                 | classé     | « PA00105820 », notice no PA00105820 | 20° 52′ 48″ sud, 55° 26′ 58″ est    |       |
| Hôtel des Postes                                                                          | Saint-Leu                             | La Réunion              | La Réunion                 | inscrit    | « PA00105822 », notice no PA00105822 | 21° 09′ 59″ sud, 55° 17′ 13″ est    |       |
| Château des Tours                                                                         | Anse                                  | Rhône                   | Auvergne-Rhône-Alpes       | classé     | « PA00117708 », notice no PA00117708 | 45° 56′ 04″ nord, 4° 43′ 08″ est    |       |
| Maison La Rivette                                                                         | Caluire-et-Cuire                      | Rhône                   | Auvergne-Rhône-Alpes       | inscrit    | « PA00117729 », notice no PA00117729 | 45° 47′ 41″ nord, 4° 49′ 51″ est    |       |
| Chartreuse                                                                                | 1er arrondissement de Lyon            | Rhône                   | Auvergne-Rhône-Alpes       | inscrit    | « PA00117921 », notice no PA00117921 | 45° 46′ 18″ nord, 4° 49′ 23″ est    |       |
| Fontaine du Taurobole                                                                     | 5e arrondissement de Lyon             | Rhône                   | Auvergne-Rhône-Alpes       | inscrit    | « PA00117808 », notice no PA00117808 | 45° 45′ 21″ nord, 4° 49′ 00″ est    |       |
| Jardin Rosa Mir                                                                           | 4e arrondissement de Lyon             | Rhône                   | Auvergne-Rhône-Alpes       | classé     | « PA00117880 », notice no PA00117880 | 45° 46′ 50″ nord, 4° 49′ 55″ est    |       |
| Tour du télégraphe                                                                        | Sainte-Foy-lès-Lyon                   | Rhône                   | Auvergne-Rhône-Alpes       | inscrit    | « PA00118033 », notice no PA00118033 | 45° 44′ 06″ nord, 4° 48′ 08″ est    |       |
| Ancienne manufacture de moulinage J-B. Martin                                             | Tarare                                | Rhône                   | Auvergne-Rhône-Alpes       | inscrit    | « PA00118073 », notice no PA00118073 | 45° 53′ 29″ nord, 4° 26′ 32″ est    |       |
| Pont Saint-Laurent                                                                        | Saint-Laurent-sur-Saône               | Ain                     | Auvergne-Rhône-Alpes       | classé     | « PA00116558 », notice no PA00116558 | 46° 18′ 18″ nord, 4° 50′ 13″ est    |       |
| Pont Saint-Laurent                                                                        | Mâcon                                 | Saône-et-Loire          | Bourgogne-Franche-Comté    | classé     | « PA00116558 », notice no PA00116558 |                                     |       |
| Prieuré Sainte-Marie-Madeleine de Charolles                                               | Charolles                             | Saône-et-Loire          | Bourgogne-Franche-Comté    | classé     | « PA00113201 », notice no PA00113201 | 46° 25′ 56″ nord, 4° 16′ 46″ est    |       |
| Église Saint-Just de Fontaines                                                            | Fontaines                             | Saône-et-Loire          | Bourgogne-Franche-Comté    | inscrit    | « PA00113280 », notice no PA00113280 | 46° 50′ 54″ nord, 4° 46′ 22″ est    |       |
| Église de la Nativité-de-la-Vierge-Marie de Morey                                         | Lucenay-l'Évêque                      | Saône-et-Loire          | Bourgogne-Franche-Comté    | inscrit    | « PA00113316 », notice no PA00113316 | 47° 04′ 58″ nord, 4° 15′ 06″ est    |       |
| Pont sur l'Orbise                                                                         | Mellecey                              | Saône-et-Loire          | Bourgogne-Franche-Comté    | inscrit    | « PA00113356 », notice no PA00113356 | 46° 48′ 25″ nord, 4° 45′ 08″ est    |       |
| Château de Saint-Martin-Belle-Roche                                                       | Saint-Martin-Belle-Roche              | Saône-et-Loire          | Bourgogne-Franche-Comté    | inscrit    | « PA00113446 », notice no PA00113446 | 46° 23′ 11″ nord, 4° 51′ 17″ est    |       |
| Église Saint-Saturnin de Saint-Sernin-du-Plain                                            | Saint-Sernin-du-Plain                 | Saône-et-Loire          | Bourgogne-Franche-Comté    | inscrit    | « PA00113459 », notice no PA00113459 | 46° 53′ 31″ nord, 4° 37′ 12″ est    |       |
| Église Saint-Felix de Vers                                                                | Vers                                  | Saône-et-Loire          | Bourgogne-Franche-Comté    | inscrit    | « PA00113525 », notice no PA00113525 | 46° 34′ 54″ nord, 4° 51′ 12″ est    |       |
| Château de Bénéhard                                                                       | Chahaignes                            | Sarthe                  | Pays de la Loire           | classé     | « PA00109695 », notice no PA00109695 | 47° 45′ 59″ nord, 0° 31′ 55″ est    |       |
| Halle de la Flèche                                                                        | La Flèche                             | Sarthe                  | Pays de la Loire           | inscrit    | « PA00109759 », notice no PA00109759 | 47° 42′ 01″ nord, 0° 04′ 22″ ouest  |       |
| Hôtel Huger de Vernelles                                                                  | La Flèche                             | Sarthe                  | Pays de la Loire           | classé     | « PA00109760 », notice no PA00109760 | 47° 42′ 01″ nord, 0° 04′ 18″ ouest  |       |
| Chapelle de la Visitation                                                                 | Le Mans                               | Sarthe                  | Pays de la Loire           | classé     | « PA00109804 », notice no PA00109804 | 48° 00′ 15″ nord, 0° 11′ 44″ est    |       |
| Fanum d'Oisseau-le-Petit                                                                  | Oisseau-le-Petit                      | Sarthe                  | Pays de la Loire           | classé     | « PA00109895 », notice no PA00109895 | 48° 20′ 47″ nord, 0° 04′ 30″ est    |       |
| Halles aux grains de Saint-Calais                                                         | Saint-Calais                          | Sarthe                  | Pays de la Loire           | inscrit    | « PA00109931 », notice no PA00109931 | 47° 55′ 16″ nord, 0° 44′ 36″ est    |       |
| Hôtel Royal                                                                               | Aix-les-Bains                         | Savoie                  | Auvergne-Rhône-Alpes       | classé     | « PA00118169 », notice no PA00118169 | 45° 41′ 15″ nord, 5° 55′ 08″ est    |       |
| Hôtel Excelsior                                                                           | Aix-les-Bains                         | Savoie                  | Auvergne-Rhône-Alpes       | classé     | « PA00118168 », notice no PA00118168 | 45° 41′ 11″ nord, 5° 55′ 05″ est    |       |
| Hôtel Splendide                                                                           | Aix-les-Bains                         | Savoie                  | Auvergne-Rhône-Alpes       | classé     | « PA00118170 », notice no PA00118170 | 45° 41′ 13″ nord, 5° 55′ 08″ est    |       |
| Chapelle Saint-Antoine de Bessans                                                         | Bessans                               | Savoie                  | Auvergne-Rhône-Alpes       | classé     | « PA00118195 », notice no PA00118195 | 45° 19′ 12″ nord, 6° 59′ 43″ est    |       |
| Immeuble                                                                                  | Bourg-Saint-Maurice                   | Savoie                  | Auvergne-Rhône-Alpes       | inscrit    | « PA00118215 », notice no PA00118215 | 45° 37′ 06″ nord, 6° 46′ 08″ est    |       |
| Rizerie des Alpes                                                                         | Modane                                | Savoie                  | Auvergne-Rhône-Alpes       | inscrit    | « PA00118276 », notice no PA00118276 | 45° 12′ 12″ nord, 6° 40′ 18″ est    |       |
| Chapelle Notre-Dame de Beaurevers                                                         | Montaimont / Saint-François-Longchamp | Savoie                  | Auvergne-Rhône-Alpes       | inscrit    | « PA00118277 », notice no PA00118277 | 45° 22′ 09″ nord, 6° 19′ 46″ est    |       |
| Château de Saint-Béron                                                                    | Saint-Béron                           | Savoie                  | Auvergne-Rhône-Alpes       | inscrit    | « PA00118291 », notice no PA00118291 | 45° 29′ 58″ nord, 5° 43′ 44″ est    |       |
| Chapelle Notre-Dame-de-la-Visitation de Termignon                                         | Termignon                             | Savoie                  | Auvergne-Rhône-Alpes       | classé     | « PA00118310 », notice no PA00118310 | 45° 16′ 46″ nord, 6° 48′ 56″ est    |       |
| Église Notre-Dame d'Yenne                                                                 | Yenne                                 | Savoie                  | Auvergne-Rhône-Alpes       | classé     | « PA00118316 », notice no PA00118316 | 45° 42′ 17″ nord, 5° 45′ 27″ est    |       |
| Église Saint-Aubin d'Ozouer-le-Repos                                                      | Aubepierre-Ozouer-le-Repos            | Seine-et-Marne          | Île-de-France              | inscrit    | « PA00086798 », notice no PA00086798 | 48° 36′ 39″ nord, 2° 54′ 38″ est    |       |
| Église Saint-Christophe d'Aubepierre                                                      | Aubepierre-Ozouer-le-Repos            | Seine-et-Marne          | Île-de-France              | inscrit    | « PA00086799 », notice no PA00086799 | 48° 37′ 51″ nord, 2° 53′ 12″ est    |       |
| Colombier du château de Bussy-Saint-Georges                                               | Bussy-Saint-Georges                   | Seine-et-Marne          | Île-de-France              | inscrit    | « PA00086842 », notice no PA00086842 | 48° 50′ 38″ nord, 2° 41′ 51″ est    |       |
| Église Saint-Martin de Bussy-Saint-Martin                                                 | Bussy-Saint-Martin                    | Seine-et-Marne          | Île-de-France              | classé     | « PA00086843 », notice no PA00086843 | 48° 51′ 00″ nord, 2° 41′ 25″ est    |       |
| Église Saint-André de Château-Landon                                                      | Château-Landon                        | Seine-et-Marne          | Île-de-France              | inscrit    | « PA00086871 », notice no PA00086871 | 48° 08′ 40″ nord, 2° 41′ 59″ est    |       |
| Château de Châtillon-la-Borde                                                             | Châtillon-la-Borde                    | Seine-et-Marne          | Île-de-France              | inscrit    | « PA00086882 », notice no PA00086882 | 48° 31′ 51″ nord, 2° 50′ 05″ est    |       |
| Château du Martroy                                                                        | Chauconin-Neufmontiers                | Seine-et-Marne          | Île-de-France              | inscrit    | « PA00086884 », notice no PA00086884 | 48° 57′ 51″ nord, 2° 50′ 48″ est    |       |
| Usine élévatoire des eaux d'Isles-les-Meldeuses                                           | Congis-sur-Thérouanne                 | Seine-et-Marne          | Île-de-France              | inscrit    | « PA00086901 », notice no PA00086901 | 49° 00′ 04″ nord, 3° 00′ 00″ est    |       |
| Église Saint-Martin de Coulombs-en-Valois                                                 | Coulombs-en-Valois                    | Seine-et-Marne          | Île-de-France              | classé     | « PA00086903 », notice no PA00086903 | 49° 04′ 05″ nord, 3° 07′ 32″ est    |       |
| Colombier de Coulommes                                                                    | Coulommes                             | Seine-et-Marne          | Île-de-France              | inscrit    | « PA00086904 », notice no PA00086904 | 48° 53′ 25″ nord, 2° 55′ 52″ est    |       |
| Domaine de Ravanne (Écuelles)                                                             | Moret-Loing-et-Orvanne                | Seine-et-Marne          | Île-de-France              | inscrit    | « PA00086940 », notice no PA00086940 | 48° 21′ 53″ nord, 2° 49′ 49″ est    |       |
| Hôtel de Ferrare et quartier Boufflers                                                    | Fontainebleau                         | Seine-et-Marne          | Île-de-France              | classé     | « PA00086971 », notice no PA00086971 | 48° 24′ 11″ nord, 2° 41′ 48″ est    |       |
| Manoir du Limodin                                                                         | La Houssaye-en-Brie                   | Seine-et-Marne          | Île-de-France              | inscrit    | « PA00087031 », notice no PA00087031 | 48° 44′ 48″ nord, 2° 51′ 08″ est    |       |
| Hôtel Macé de Montoury                                                                    | Meaux                                 | Seine-et-Marne          | Île-de-France              | inscrit    | « PA00087089 », notice no PA00087089 | 48° 57′ 36″ nord, 2° 52′ 35″ est    |       |
| Château de Paley                                                                          | Paley                                 | Seine-et-Marne          | Île-de-France              | inscrit    | « PA00087187 », notice no PA00087187 | 48° 14′ 28″ nord, 2° 51′ 44″ est    |       |
| Usine élévatoire des eaux de Trilbardou                                                   | Trilbardou                            | Seine-et-Marne          | Île-de-France              | inscrit    | « PA00087302 », notice no PA00087302 | 48° 56′ 54″ nord, 2° 47′ 51″ est    |       |
| Maison des Dîmes                                                                          | Voulx                                 | Seine-et-Marne          | Île-de-France              | inscrit    | « PA00087331 », notice no PA00087331 | 48° 16′ 45″ nord, 2° 58′ 06″ est    |       |
| Site gallo-romain de Bois-l'Abbé                                                          | Eu                                    | Seine-Maritime          | Normandie                  | classé     | « PA00100656 », notice no PA00100656 | 50° 01′ 09″ nord, 1° 27′ 59″ est    |       |
| Abbaye Saint-Georges de Boscherville                                                      | Saint-Martin-de-Boscherville          | Seine-Maritime          | Normandie                  | inscrit    | « PA00101033 », notice no PA00101033 | 49° 26′ 39″ nord, 0° 57′ 52″ est    |       |
| Hôtel de ville                                                                            | Épinay-sur-Seine                      | Seine-Saint-Denis       | Île-de-France              | inscrit    | « PA00079933 », notice no PA00079933 | 48° 57′ 06″ nord, 2° 18′ 50″ est    |       |
| Moulin Passe-Arrière                                                                      | Amiens                                | Somme                   | Hauts-de-France            | classé     | « PA00116075 », notice no PA00116075 | 49° 54′ 03″ nord, 2° 18′ 02″ est    |       |
| Palais épiscopal de Castres                                                               | Castres                               | Tarn                    | Occitanie                  | classé     | « PA00095519 », notice no PA00095519 | 43° 36′ 13″ nord, 2° 14′ 30″ est    |       |
| Église Notre-Dame-de-la-Platé de Castres                                                  | Castres                               | Tarn                    | Occitanie                  | classé     | « PA00095506 », notice no PA00095506 | 43° 36′ 17″ nord, 2° 14′ 21″ est    |       |
| Château de Sendrone                                                                       | Saïx                                  | Tarn                    | Occitanie                  | inscrit    | « PA00095641 », notice no PA00095641 | 43° 34′ 22″ nord, 2° 09′ 40″ est    |       |
| Château de Troupiac                                                                       | Viviers-lès-Montagnes                 | Tarn                    | Occitanie                  | inscrit    | « PA00095661 », notice no PA00095661 | 43° 31′ 55″ nord, 2° 10′ 27″ est    |       |
| Site archéologique de Saint-Genes                                                         | Castelferrus                          | Tarn-et-Garonne         | Occitanie                  | classé     | « PA00095719 », notice no PA00095719 | 44° 00′ 11″ nord, 1° 06′ 18″ est    |       |
| Château de Labro                                                                          | Parisot                               | Tarn-et-Garonne         | Occitanie                  | inscrit    | « PA00095848 », notice no PA00095848 | 44° 15′ 14″ nord, 1° 52′ 00″ est    |       |
| Château de Castels                                                                        | Valence                               | Tarn-et-Garonne         | Occitanie                  | inscrit    | « PA00095895 », notice no PA00095895 | 44° 08′ 02″ nord, 0° 53′ 20″ est    |       |
| Fanum (ou Temple gallo-romain)                                                            | Offemont                              | Territoire de Belfort   | Bourgogne-Franche-Comté    | inscrit    | « PA00101155 », notice no PA00101155 | 47° 39′ 32″ nord, 6° 51′ 58″ est    |       |
| Atelier de potiers                                                                        | Offemont                              | Territoire de Belfort   | Bourgogne-Franche-Comté    | inscrit    | « PA00101153 », notice no PA00101153 | 47° 39′ 22″ nord, 6° 52′ 15″ est    |       |
| Église Saint-Martin de Courdimanche                                                       | Courdimanche                          | Val-d'Oise              | Île-de-France              | inscrit    | « PA00080038 », notice no PA00080038 | 49° 02′ 07″ nord, 2° 00′ 05″ est    |       |
| Château de Franconville                                                                   | Saint-Martin-du-Tertre                | Val-d'Oise              | Île-de-France              | inscrit    | « PA00080197 », notice no PA00080197 | 49° 06′ 23″ nord, 2° 20′ 04″ est    |       |
| Moulin de la Naze                                                                         | Valmondois                            | Val-d'Oise              | Île-de-France              | inscrit    | « PA00080220 », notice no PA00080220 | 49° 06′ 25″ nord, 2° 11′ 01″ est    |       |
| Église Notre-Dame                                                                         | Villecresnes                          | Val-de-Marne            | Île-de-France              | inscrit    | « PA00079913 », notice no PA00079913 | 48° 43′ 16″ nord, 2° 31′ 59″ est    |       |
| Église Saint-Laurent de Bargème                                                           | Bargème                               | Var                     | Provence-Alpes-Côte d'Azur | inscrit    | « PA00081533 », notice no PA00081533 | 43° 43′ 48″ nord, 6° 34′ 21″ est    |       |
| Église Notre-Dame-de-l'Assomption de Belgentier                                           | Belgentier                            | Var                     | Provence-Alpes-Côte d'Azur | inscrit    | « PA00081541 », notice no PA00081541 | 43° 14′ 42″ nord, 6° 00′ 01″ est    |       |
| Hôtel Clavier                                                                             | Brignoles                             | Var                     | Provence-Alpes-Côte d'Azur | inscrit    | « PA00081558 », notice no PA00081558 | 43° 24′ 18″ nord, 6° 03′ 44″ est    |       |
| Palais des comtes de Provence                                                             | Brignoles                             | Var                     | Provence-Alpes-Côte d'Azur | inscrit    | « PA00081560 », notice no PA00081560 | 43° 24′ 15″ nord, 6° 03′ 42″ est    |       |
| Port romain                                                                               | Fréjus                                | Var                     | Provence-Alpes-Côte d'Azur | classé     | « PA00081620 », notice no PA00081620 | 43° 25′ 46″ nord, 6° 44′ 38″ est    |       |
| Chapelle Saint-François de Paule                                                          | Fréjus                                | Var                     | Provence-Alpes-Côte d'Azur | classé     | « PA00081608 », notice no PA00081608 | 43° 25′ 59″ nord, 6° 43′ 59″ est    |       |
| Maison Maria                                                                              | Fréjus                                | Var                     | Provence-Alpes-Côte d'Azur | inscrit    | « PA00081613 », notice no PA00081613 | 43° 26′ 01″ nord, 6° 44′ 10″ est    |       |
| Mosquée Missiri                                                                           | Fréjus                                | Var                     | Provence-Alpes-Côte d'Azur | inscrit    | « PA00081616 », notice no PA00081616 | 43° 27′ 28″ nord, 6° 43′ 37″ est    |       |
| Villa Noailles                                                                            | Hyères                                | Var                     | Provence-Alpes-Côte d'Azur | inscrit    | « PA00081651 », notice no PA00081651 | 43° 07′ 26″ nord, 6° 07′ 38″ est    |       |
| Chapelle Saint-Blaise                                                                     | Hyères                                | Var                     | Provence-Alpes-Côte d'Azur | classé     | « PA00081636 », notice no PA00081636 | 43° 07′ 17″ nord, 6° 07′ 42″ est    |       |
| Villa l'Artaude                                                                           | Le Pradet                             | Var                     | Provence-Alpes-Côte d'Azur | classé     | « PA00081695 », notice no PA00081695 | 43° 06′ 06″ nord, 6° 01′ 49″ est    |       |
| Église Saint-Pierre-Saint-Paul de Roquebrune-sur-Argens                                   | Roquebrune-sur-Argens                 | Var                     | Provence-Alpes-Côte d'Azur | inscrit    | « PA00081701 », notice no PA00081701 | 43° 26′ 34″ nord, 6° 38′ 12″ est    |       |
| Pont levant de La Seyne-sur-Mer                                                           | La Seyne-sur-Mer                      | Var                     | Provence-Alpes-Côte d'Azur | inscrit    | « PA00081737 », notice no PA00081737 | 43° 06′ 10″ nord, 5° 52′ 59″ est    |       |
| Dolmen de la Verrerie-Vieille                                                             | Tourrettes                            | Var                     | Provence-Alpes-Côte d'Azur | inscrit    | « PA00081760 », notice no PA00081760 | 43° 34′ 43″ nord, 6° 43′ 08″ est    |       |
| Beffroi de Carpentras                                                                     | Carpentras                            | Vaucluse                | Provence-Alpes-Côte d'Azur | classé     | « PA00081997 », notice no PA00081997 | 44° 03′ 20″ nord, 5° 02′ 51″ est    |       |
| Sous-préfecture de Carpentras                                                             | Carpentras                            | Vaucluse                | Provence-Alpes-Côte d'Azur | inscrit    | « PA00082013 », notice no PA00082013 | 44° 03′ 18″ nord, 5° 03′ 00″ est    |       |
| Château de Brantes                                                                        | Sorgues                               | Vaucluse                | Provence-Alpes-Côte d'Azur | nscrit     | « PA00082167 », notice no PA00082167 | 44° 00′ 01″ nord, 4° 52′ 37″ est    |       |
| Château de Thouzon                                                                        | Le Thor                               | Vaucluse                | Provence-Alpes-Côte d'Azur | inscrit    | « PA00082172 », notice no PA00082172 | 43° 56′ 42″ nord, 4° 59′ 09″ est    |       |
| Chapelle des Pénitents blancs de Valréas                                                  | Valréas                               | Vaucluse                | Provence-Alpes-Côte d'Azur | classé     | « PA00082192 », notice no PA00082192 | 44° 23′ 04″ nord, 4° 59′ 25″ est    |       |
| Hôtel Pervinquière                                                                        | Fontenay-le-Comte                     | Vendée                  | Pays de la Loire           | inscrit    | « PA00110111 », notice no PA00110111 | 46° 27′ 54″ nord, 0° 48′ 08″ ouest  |       |
| Manoir du Bignon                                                                          | Les Herbiers                          | Vendée                  | Pays de la Loire           | inscrit    | « PA00110136 », notice no PA00110136 | 46° 52′ 16″ nord, 1° 01′ 56″ ouest  |       |
| Château de Mesnard-la-Barotière                                                           | Mesnard-la-Barotière                  | Vendée                  | Pays de la Loire           | inscrit    | « PA00110169 », notice no PA00110169 | 46° 51′ 38″ nord, 1° 06′ 08″ ouest  |       |
| Château du parc Soubise                                                                   | Mouchamps                             | Vendée                  | Pays de la Loire           | inscrit    | « PA00110173 », notice no PA00110173 | 46° 48′ 25″ nord, 1° 05′ 14″ ouest  |       |
| Immeuble Le Donjon                                                                        | Saint-Fulgent                         | Vendée                  | Pays de la Loire           | inscrit    | « PA00110232 », notice no PA00110232 | 46° 51′ 05″ nord, 1° 10′ 29″ ouest  |       |
| Menhir des Roches-Baritaud                                                                | Saint-Germain-de-Prinçay              | Vendée                  | Pays de la Loire           | classé     | « PA00110237 », notice no PA00110237 | 46° 43′ 15″ nord, 1° 01′ 15″ ouest  |       |
| Église Saint-Martin de Saint-Martin-Lars-en-Sainte-Hermine                                | Saint-Martin-Lars-en-Sainte-Hermine   | Vendée                  | Pays de la Loire           | classé     | « PA00110254 », notice no PA00110254 | 46° 35′ 30″ nord, 0° 58′ 43″ ouest  |       |
| Prieuré de Grammont                                                                       | Saint-Prouant                         | Vendée                  | Pays de la Loire           | inscrit    | « PA00110263 », notice no PA00110263 | 46° 44′ 55″ nord, 0° 59′ 09″ ouest  |       |
| Château de Sigournais                                                                     | Sigournais                            | Vendée                  | Pays de la Loire           | inscrit    | « PA00110272 », notice no PA00110272 | 46° 42′ 27″ nord, 0° 59′ 07″ ouest  |       |
| Donjon de Saint-Cassien                                                                   | Angliers                              | Vienne                  | Nouvelle-Aquitaine         | inscrit    | « PA00105328 », notice no PA00105328 | 46° 56′ 56″ nord, 0° 04′ 53″ est    |       |
| Château de Beauregard                                                                     | Asnois                                | Vienne                  | Nouvelle-Aquitaine         | inscrit    | « PA00105340 », notice no PA00105340 | 46° 05′ 45″ nord, 0° 24′ 51″ est    |       |
| Château de la Tour d'Oyré                                                                 | Availles-en-Châtellerault             | Vienne                  | Nouvelle-Aquitaine         | inscrit    | « PA00105341 », notice no PA00105341 | 46° 46′ 08″ nord, 0° 34′ 11″ est    |       |
| Logis de la Baudinière                                                                    | Chapelle-Viviers                      | Vienne                  | Nouvelle-Aquitaine         | inscrit    | « PA00105380 », notice no PA00105380 | 46° 27′ 46″ nord, 0° 42′ 57″ est    |       |
| Maison à pans de bois                                                                     | Charroux                              | Vienne                  | Nouvelle-Aquitaine         | classé     | « PA00105386 », notice no PA00105386 | 46° 08′ 37″ nord, 0° 24′ 13″ est    |       |
| Église Saint-Pierre de Chaunay                                                            | Chaunay                               | Vienne                  | Nouvelle-Aquitaine         | inscrit    | « PA00105406 », notice no PA00105406 | 46° 12′ 26″ nord, 0° 09′ 49″ est    |       |
| Château de la Bonnetière                                                                  | La Chaussée                           | Vienne                  | Nouvelle-Aquitaine         | inscrit    | « PA00105407 », notice no PA00105407 | 46° 53′ 32″ nord, 0° 05′ 39″ est    |       |
| Château de Cherves                                                                        | Cherves                               | Vienne                  | Nouvelle-Aquitaine         | classé     | « PA00105420 », notice no PA00105420 | 46° 43′ 06″ nord, 0° 00′ 58″ est    |       |
| Château de la Fuye                                                                        | Mouterre-Silly                        | Vienne                  | Nouvelle-Aquitaine         | inscrit    | « PA00105558 », notice no PA00105558 | 46° 58′ 20″ nord, 0° 01′ 36″ est    |       |
| Église Saint-Just de Pressac                                                              | Pressac                               | Vienne                  | Nouvelle-Aquitaine         | classé     | « PA00105660 », notice no PA00105660 | 46° 06′ 57″ nord, 0° 34′ 15″ est    |       |
| Église Saint-Brice                                                                        | Autreville                            | Vosges                  | Grand Est                  | classé     | « PA00107085 », notice no PA00107085 | 48° 29′ 02″ nord, 5° 50′ 56″ est    |       |
| Église Saint-Georges                                                                      | Bouzemont                             | Vosges                  | Grand Est                  | classé     | « PA00107096 », notice no PA00107096 | 48° 14′ 56″ nord, 6° 14′ 08″ est    |       |
| Ensemble thermal                                                                          | Martigny-les-Bains                    | Vosges                  | Grand Est                  | inscrit    | « PA00107197 », notice no PA00107197 | 48° 06′ 23″ nord, 5° 49′ 32″ est    |       |
| Maison-forte de Romain-aux-Bois                                                           | Romain-aux-Bois                       | Vosges                  | Grand Est                  | inscrit    | « PA00107267 », notice no PA00107267 | 48° 04′ 55″ nord, 5° 43′ 05″ est    |       |
| Chapelle Notre-Dame-de-Lorette de Sainpuits                                               | Sainpuits                             | Yonne                   | Bourgogne-Franche-Comté    | inscrit    | « PA00113803 », notice no PA00113803 | 47° 31′ 05″ nord, 3° 15′ 34″ est    |       |
| Musée du patrimoine culturel de Saint-Julien-du-Sault                                     | Saint-Julien-du-Sault                 | Yonne                   | Bourgogne-Franche-Comté    | inscrit    | « PA00113825 », notice no PA00113825 | 48° 01′ 50″ nord, 3° 17′ 44″ est    |       |
| Église Notre-Dame de Villeneuve-les-Genêts                                                | Villeneuve-les-Genêts                 | Yonne                   | Bourgogne-Franche-Comté    | inscrit    | « PA00113942 », notice no PA00113942 | 47° 44′ 07″ nord, 3° 05′ 30″ est    |       |
| Château de La Boissière                                                                   | La Boissière-École                    | Yvelines                | Île-de-France              | classé     | « PA00087376 », notice no PA00087376 | 48° 40′ 52″ nord, 1° 39′ 17″ est    |       |
| Chapelle funéraire de la famille Hériot                                                   | La Boissière-École                    | Yvelines                | Île-de-France              | classé     | « PA00087375 », notice no PA00087375 | 48° 41′ 04″ nord, 1° 38′ 21″ est    |       |
| Machine de Marly                                                                          | Bougival                              | Yvelines                | Île-de-France              | inscrit    | « PA00087379 », notice no PA00087379 | 48° 52′ 14″ nord, 2° 07′ 29″ est    |       |
| Château du Pont                                                                           | Louveciennes                          | Yvelines                | Île-de-France              | inscrit    | « PA00087481 », notice no PA00087481 | 48° 51′ 29″ nord, 2° 07′ 05″ est    |       |
| Mur d'enceinte du château de Maisons-Laffitte                                             | Maisons-Laffitte                      | Yvelines                | Île-de-France              | inscrit    | « PA00087499 », notice no PA00087499 | 48° 56′ 52″ nord, 2° 09′ 04″ est    |       |
| Château de Sainte-Mesme                                                                   | Sainte-Mesme                          | Yvelines                | Île-de-France              | classé     | « PA00087639 », notice no PA00087639 | 48° 31′ 55″ nord, 1° 57′ 48″ est    |       |